# Lanvaudan
Lanvaudan [lɑ̃vodɑ̃] est une commune française située dans le département du Morbihan, en région Bretagne.
La commune est surtout connue pour l'habitat rural ancien de son bourg qui a été en grande partie sauvegardé avec ses maisons basses en pierre de taille et ses toits de chaume.

## Géographie

### Situation
Lanvaudan est une commune rurale appartenant à l'arrière-pays de la ville de Lorient. D'une superficie de seulement 1 830 ha, sa forme s'apparente à celle d'un papillon.
La commune, historiquement, fait partie du Pays vannetais.

### Communes limitrophes
Les communes limitrophes sont : Languidic, Inzinzac-Lochrist, Calan, Plouay, Inguiniel, Bubry, Quistinic.
| Plouay | Inguiniel         | Bubry     |
|        | Lanvaudan         | Quistinic |
| Calan  | Inzinzac-Lochrist | Languidic |

### Hydrographie
Pour un article plus général, voir Réseau hydrographique du Morbihan.
La commune est située dans le bassin Loire-Bretagne. Elle est drainée par le Blavet, le Kerollin, le Moulin de Tallené, le Stang Varric, le ruisseau de la Fontaine Saint-maurice, le ruisseau du Moulin de l'angle et divers autres petits cours d'eau,.
Le Blavet, d'une longueur de 149 km, prend sa source dans la commune de Bourbriac et se jette  dans le canal de Nantes à Brest en limite de Plélauff et de Gouarec, après avoir traversé 31 communes. 
Le Kerollin, d'une longueur de 12 km, prend sa source dans la commune de Calan et se jette  dans le Blavet à Hennebont, après avoir traversé quatre communes. 
Le Moulin de Tallené, d'une longueur de 13 km, prend sa source dans la commune de Inguiniel et se jette  dans le Blavet sur la commune, après avoir traversé quatre communes. 

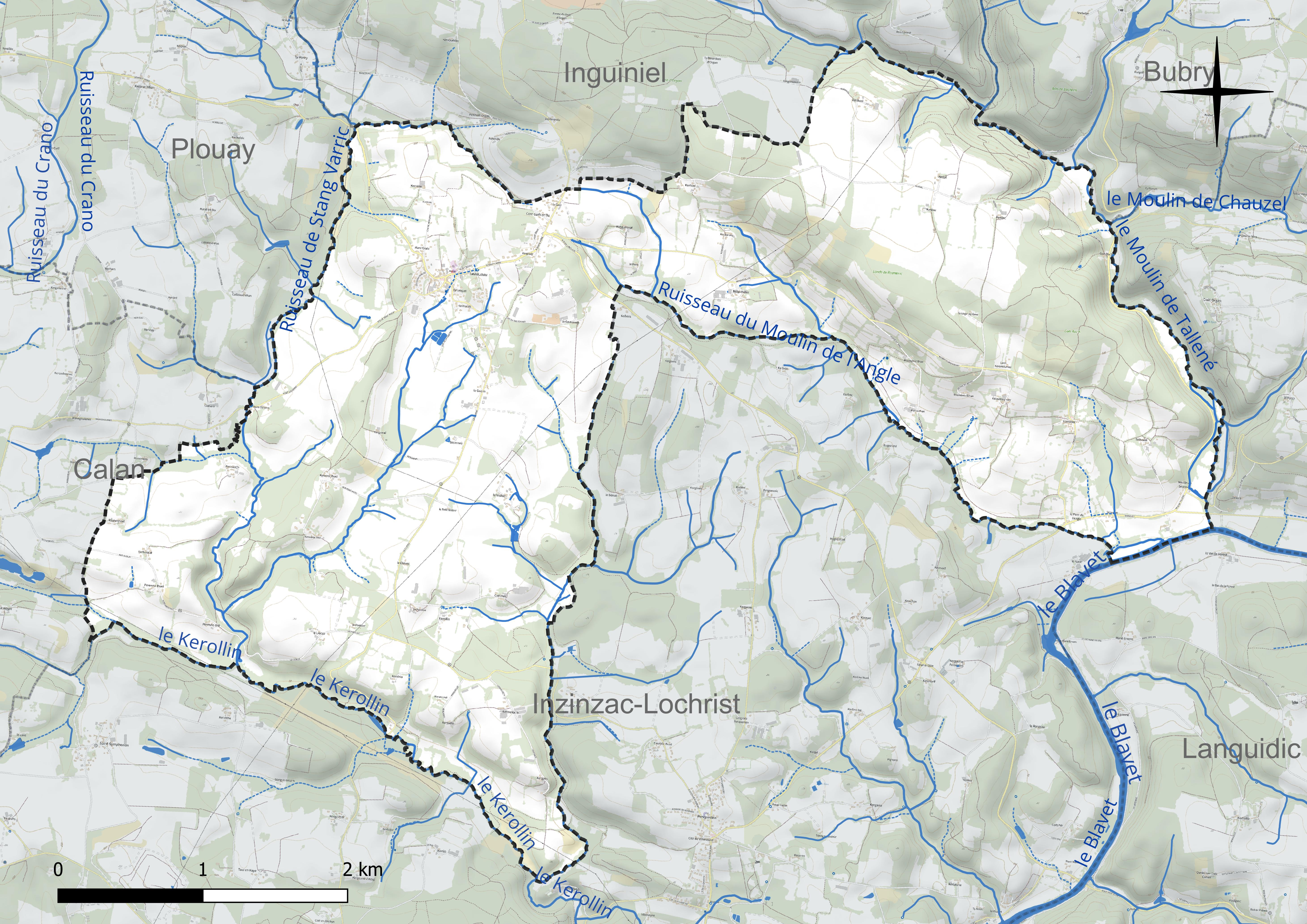
Réseau hydrographique de Lanvaudan.

### Climat
Pour des articles plus généraux, voir Climat de la Bretagne et Climat du Morbihan.
En 2010, le climat de la commune est de type climat océanique franc, selon une étude du CNRS s'appuyant sur une série de données couvrant la période 1971-2000. En 2020, Météo-France publie une typologie des climats de la France métropolitaine dans laquelle la commune est exposée à un climat océanique et est dans la région climatique Bretagne orientale et méridionale, Pays nantais, Vendée, caractérisée par une faible pluviométrie en été et une bonne insolation. Parallèlement l'observatoire de l'environnement en Bretagne publie en 2020 un zonage climatique de la région Bretagne, s'appuyant sur des données de Météo-France de 2009. La commune est, selon ce zonage, dans la zone « Intérieur », exposée à un climat médian, à dominante océanique.
Pour la période 1971-2000, la température annuelle moyenne est de 11,4 °C, avec une amplitude thermique annuelle de 11,5 °C. Le cumul annuel moyen de précipitations est de 1 046 mm, avec 15 jours de précipitations en janvier et 7,4 jours en juillet. Pour la période 1991-2020, la température moyenne annuelle observée sur la station météorologique la plus proche, située sur la commune de Plouay à 6 km à vol d'oiseau, est de 11,8 °C et le cumul annuel moyen de précipitations est de 1 149,0 mm,. Pour l'avenir, les paramètres climatiques de la commune estimés pour 2050 selon différents scénarios d'émission de gaz à effet de serre sont consultables sur un site dédié publié par Météo-France en novembre 2022.

## Urbanisme

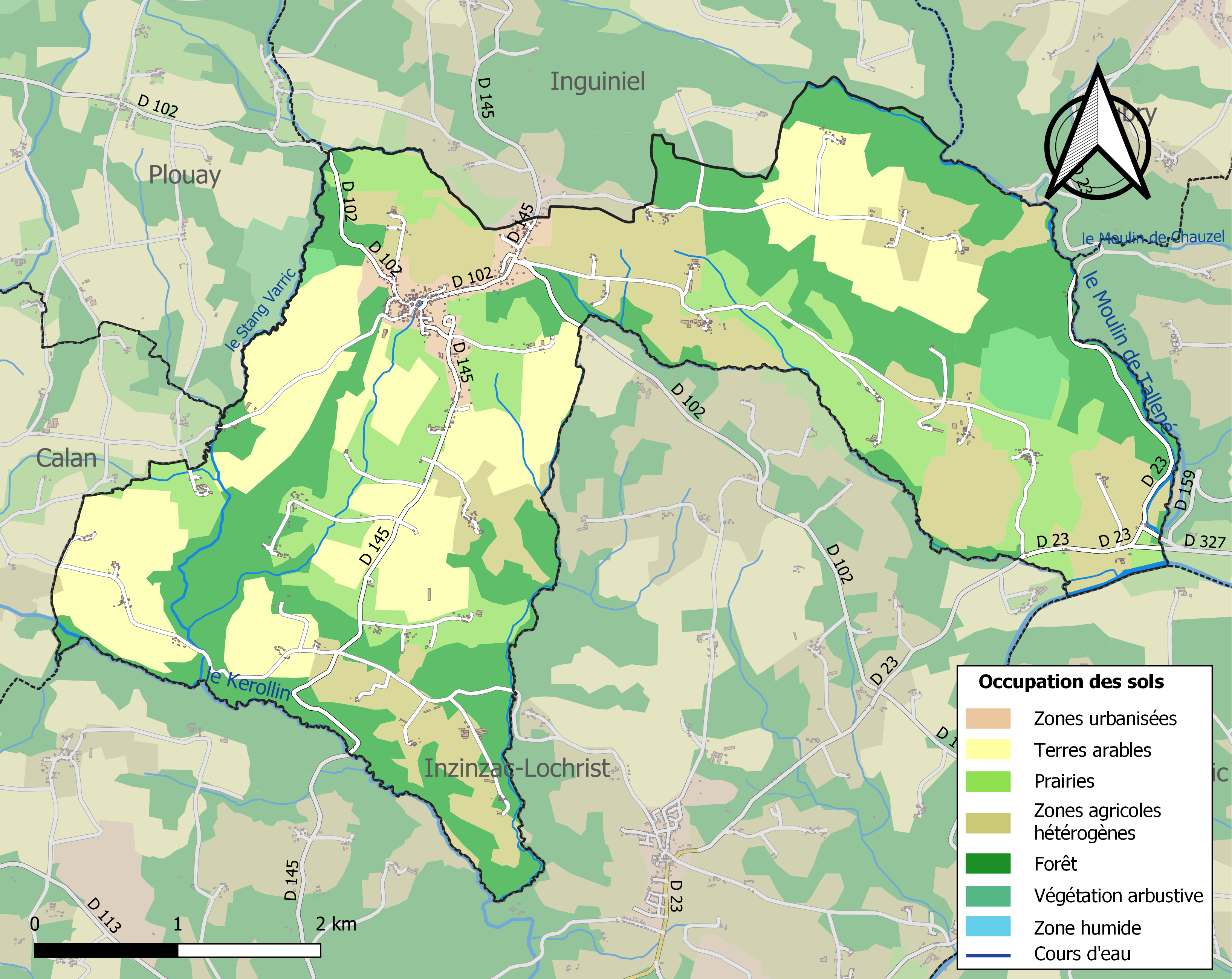
Carte des infrastructures et de l'occupation des sols de la commune en 2018 (CLC).

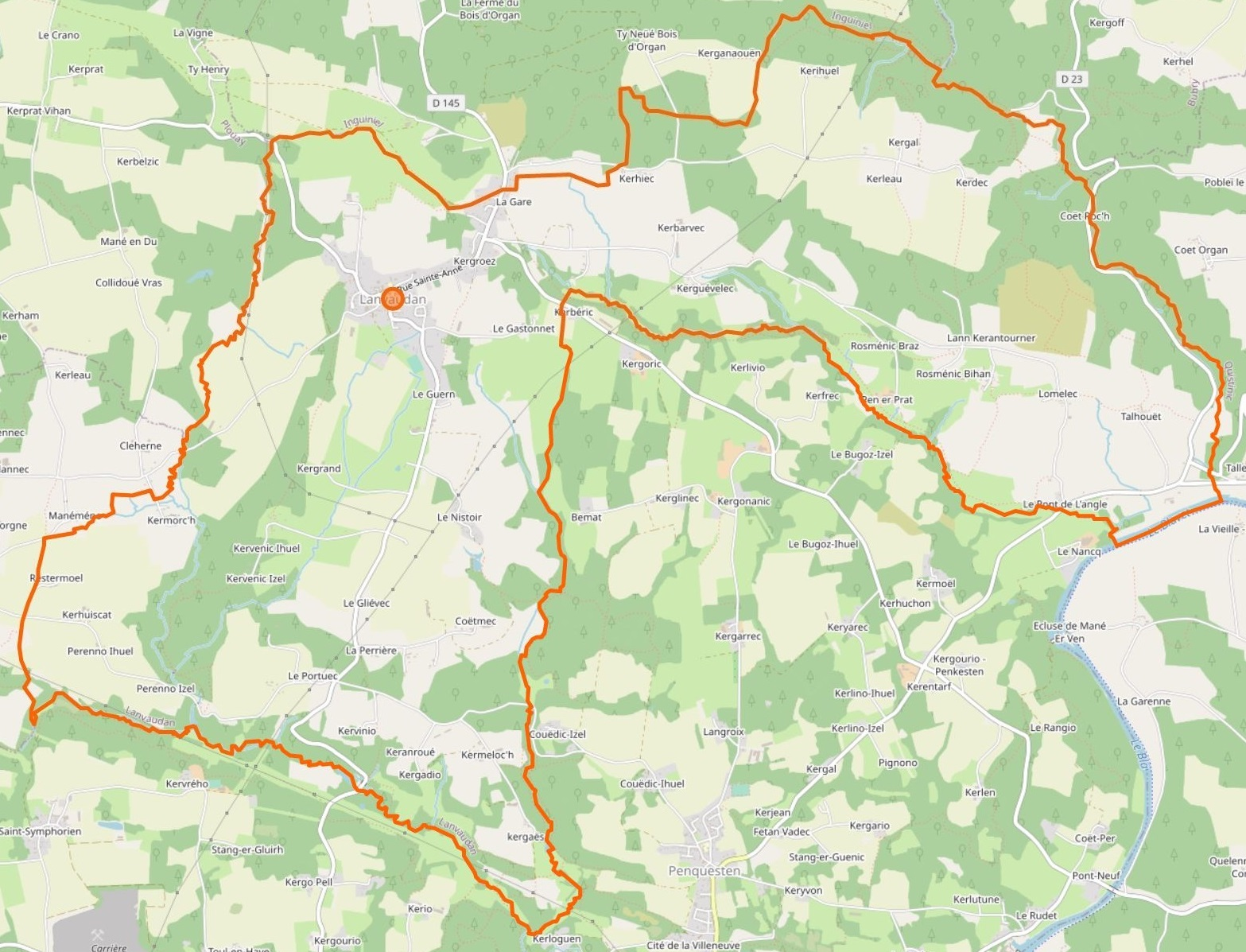
Carte topographique de la commune en 2022.

### Typologie
Au 1er janvier 2024, Lanvaudan est catégorisée commune rurale à habitat dispersé, selon la nouvelle grille communale de densité à sept niveaux définie par l'Insee en 2022.
Elle est située hors unité urbaine. Par ailleurs la commune fait partie de l'aire d'attraction de Lorient, dont elle est une commune de la couronne,. Cette aire, qui regroupe 31 communes, est catégorisée dans les aires de 200 000 à moins de 700 000 habitants,.

### Occupation des sols
L'occupation des sols simplifiée de la commune en 2018, telle qu'elle ressort de la base de données européenne d’occupation biophysique des sols Corine Land Cover (CLC), est la suivante : forêts (31,0 %), terres arables (24,6 %), zones agricoles hétérogènes (21,4 %), prairies (18,3 %), zones urbanisées (2,7 %), végétation arbustive ou herbacée (1,9 %). Le tableau ci-dessous présente l'occupation des sols détaillée de la commune en 2018, telle qu'elle ressort de cette même base.

### Habitat et logement
En 2020, le nombre total de logements dans la commune était de 407, alors qu'il était de 394 en 2015 et de 342 en 2010.
Parmi ces logements, 84,2 % étaient des résidences principales, 5,1 % des résidences secondaires et 10,7 % des logements vacants. Ces logements étaient pour 98,8 % d'entre eux des maisons individuelles et pour 0,5 % des appartements.
Le tableau ci-dessous présente la typologie des logements à Lanvaudan en 2020 en comparaison avec celle du Morbihan et de la France entière. Une caractéristique marquante du parc de logements est ainsi une proportion de résidences secondaires et logements occasionnels (5,1 %) inférieure à celle du département (17,9 %) et à celle de la France entière (9,7 %). Concernant le statut d'occupation de ces logements, 86,4 % des habitants de la commune sont propriétaires de leur logement (85,6 % en 2015), contre 67,7 % pour le Morbihan et 57,5 pour la France entière.
| Typologie                                               | Lanvaudan | Morbihan | France entière |
| ------------------------------------------------------- | --------- | -------- | -------------- |
| Résidences principales (en %)                           | 84,2      | 75,1     | 82,1           |
| Résidences secondaires et logements occasionnels (en %) | 5,1       | 17,9     | 9,7            |
| Logements vacants (en %)                                | 10,7      | 7,1      | 8,2            |

### Voies de communication et transports

#### Transports en commun
La commune de Lanvaudan est desservie parla ligne 102 Lanvaudan - Centre ↔ Plouay - Gare routière du réseau CTRL

## Toponyme
Le nom de la localité est mentionné sous les formes Lanvaudanen 1427, en 1448, en 1464 et en 1514, Lenvaudan en 1477, Lavaudan en 1481.
Le nom breton de la commune Lanvodan, (prononcé localement [lovəˈdɑ͂ːn]), associe les termes lann désignant un lieu consacré et du nom d'un saint : Maudan.

## Histoire

### Moyen-Âge
La paroisse de l'Armorique primitive de Lanvaudan comprenait Calan, Lomelec (dont la chapelle avait pour titulaire saint Meleuc, Melec ou Méloir) ainsi que Penquesten et dépendait de la seigneurie de Kemenet-Heboé. Au XIIe siècle des moines se seraient installés au lieu-dit Kermorc'h et une chapelle aurait été édifiée à Park er Gouh Hilliz ("Champ de la Vieille chapelle").
En 1238, la seigneurie est démembrée par le duc de Bretagne, Jean Ier Le Roux, qui confisque les terres d'Olivier de Lanvaux. En 1324, Hervé de Léon est seigneur de Lanvaudan, dont il posséde les moulins, étangs et le bois du nom de la paroisse, très étendu à l'époque.
La principale seigneurie de la paroisse est celle de Kerollin [Kerolain], dont le château, construit à partir de 1350, était le berceau de la famille Jegado. Jehan Jegado est anobli par le duc de Bretagne, François Ier, en 1447. Il se distingue à la bataille de Montlhéry en 1465.

### Temps modernes
En 1619, en plus de ses deux trèves, la paroisse de Lanvaudan comptait 3 frairies : le bourg, le Portuec et Kerriec.
Un des descendants de Jehan Jegado, Pierre de Jegado, seigneur de Kerolain et autres lieux, est décédé le 3 avril 1658 à Lanvaudan. Le château passe au XVIIe siècle aux mains de la famille de Bahuno (Guillaume du Bahuno, seigneur de la Demi-Ville en Landévant est aussi, avant 1668, seigneur de Kerolain ; il est décédé vers 1689) ; le château de Kerolain aurait été rasé peu après 1890 par le vicomte de Saint-Georges, maire de Pluvigner.Du château, il ne subsiste que deux piliers du portail principal, une bâtisse en arc de cercle, l'ancienne écurie et quelques vestiges de la chapelle.

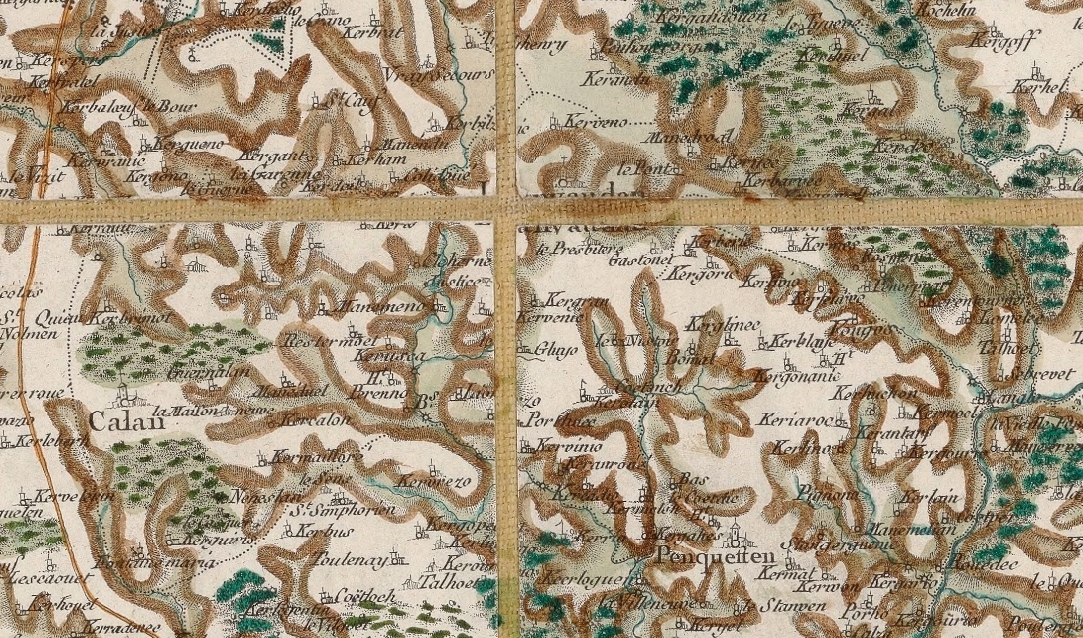
Carte de Cassini de Lanvaudan et sa trève Calan (1789).

Jean-Baptiste Ogée décrit ainsi Lanvaudan en 1778 :

« Lanvaudan ; à 9 lieues trois quarts à l'Ouest-Nord-Ouest de Vannes, son évêché ; à 25 lieues trois quarts de Rennes ; et à 2 lieues de Hennebont, sa subdélégation et son ressort. On y compte 1 500 communiants, y compris ceux de Lomelé [Lomelec] et Caflan [Calan], ses trèves. La cure est à l'alternative (...). Le territoire, borné à l'Ouest par la rivière de Blavet, et à l'est par le grand chemin qui conduit de Hennebon [Hennebont] à Guémené, est plein de coteaux. C'est un pays couvert [de bocage], où on voit des terres labourées, quelques prairies, des landes et des arbres, dont les fruits sont employés à faire du cidre. On y connaît les maisons nobles de Kerolin et de Grenguestene. »

### Révolution française et Empire
En 1791 le recteur de la paroisse depuis 1782), Louis Le Métayer, refuse de prêter serment à la Constitution civile du clergé, devenant donc prêtre réfractaire. La chapelle Saint-Yves, « située en pleine campagne, desservie par des chemins quasi-impraticables et connus des seuls usagers (...) devint le rendez-vous des prêtres [ réfractaires ] de Bubry, de Quistinic, de Lanvaudan, d'Inguiniel. On continuera d'y célébrer la messe les dimanches et jours de fête et, à l'occasion des grandes solennités, des foules nombreuses venaient accomplir leurs devoirs religieux ».
Le prêtre réfractaire Jean Le Goff, prêtre de Bubry, fut arrêté par une patrouille républicaine dans une lande de Lanvaudan qu'il était en train de traverser avec un groupe de 4 ou 5 hommes le 22 octobre 1794, conduit devant le tribunal criminel de Lorient et guillotiné le 28 octobre 1794.
Le 25 frimaire an IV (16 décembre 1795) l'administration du district d'Hennebont fut avisée que des rassemblements armés se formaient dans la commune de Lanvaudan. Une colonne de 80 volontaires partit d'Hennebont et captura deux jours plus tard 8 chouans dont l'émigré Dargent de Kerbiguet, un avocat originaire de Pont-Croix (Finistère) qui avait participé au débarquement de Quiberon. Cette bande de chouans avait pillé et enlevé deux voitures de grains qui venaient d'Inguiniel et qui étaient à destination de Port-Liberté [ Port-Louis ]. Dargent de Kerbiguet fut condamné à mort et exécuté le 8 nivôse an IV (29 décembre 1795) à Hennebont ; les 7 autres chouans furent condamnés à plusieurs mois de détention.
Le 15 avril 1796 soixante soldats républicains retranchés dans le presbytère font  face à 2 à 3 000 insurgés et restent maîtres des lieux. Un soldat, volontaire national, de la compagnie des grenadiers du 11e bataillon de Paris, Pierre Bardet, est tué le 22 avril 1796 à Lanvaudan.
Paul-François-Marie Bahuno de Kerolain, lieutenant au régiment de Boulonnais, qui participe au débarquement de Quiberon, est fusillé à Vannes le 31 juillet 1795.

### LeXIXesiècle
A. Marteville et P. Varin, continuateurs d'Ogée, décrivent ainsi Lanvaudan en 1843 :

« Lanvaudan (sous l'invocation de saint Maudé) : commune formée de l'ancienne paroisse de ce nom, moins ses trèves Lemelée [Lomelec] et Calan, devenue commune ; aujourd'hui succursale, qui a conservé Calan quant au culte [Calan est devenu en fait une paroisse autonome en 1841] . L'église de Lanvaudan n'a rien de remarquable ; elle date de 1642. (...) Géologie : granite. On parle le breton. »

En 1867 Lanvaudan est infestée par une épidémie de teigne. Une épidémie de variole fit 18 malades (dont 7 décès) en 1866 et 30 malades (dont 7 décès) en 1870 à Lanvaudan.

### LeXXesiècle

#### La Belle Époque

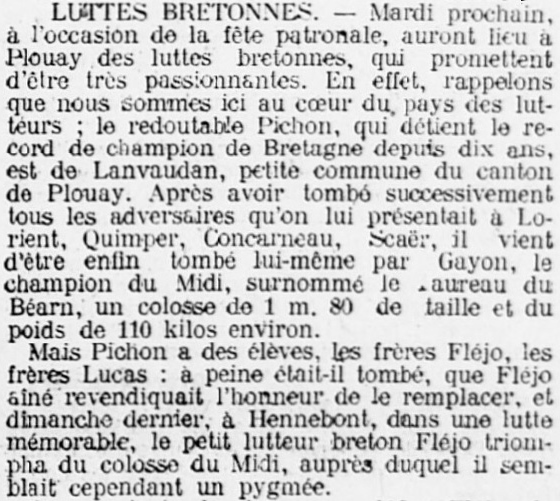
Article du journal L'Ouest-Éclair concernant le champion de lutte bretonne Jean-Marie Pichon (27 août 1911).

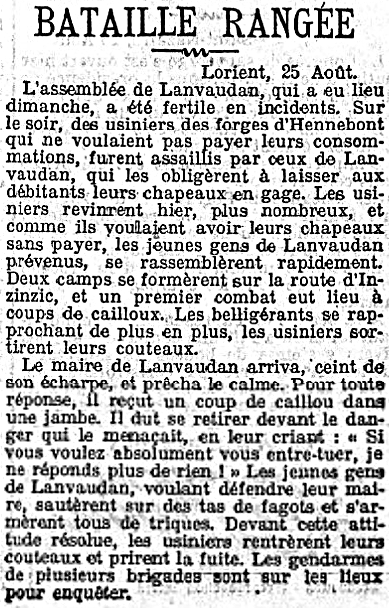
Lanvaudan ː une rixe lors du pardon du 23 août 1908 (Le Petit Journal du 26 août 1908).

Le 14 mars 1906, lors de la mise en œuvre de la Loi de séparation des Églises et de l'État,  l'inventaire des biens de l'église  ne peut  être effectué à Lanvaudan en raison de l'opposition des paroissiens. « L'inventaire a été impossible. C'est le receveur de Plouay qui s'est présenté avec des gendarmes : les paysans étaient décidés à résister, à un point tel que le recteur lui-même eut mille peines à s'avancer jusqu'à la grille, pour déclarer au receveur qu'il s'opposait à l'accomplissement de toute formalité » écrit le journal L'Ouest-Éclair.
Un décret du 27 février 1911  « attribué à la commune de Lanvaudan (Morbihan), à défaut de bureau de bienfaisance, les biens ayant appartenu à la fabrique de l'église de Lanvaudan, et actuellement placés sous séquestre. Cette même année la commune de Lanvaudan reçoit une subvention pour la construction d'une école de garçons.
La lutte bretonne est fort pratiquée : déjà par exemple en 1909, lors des fêtes quimpéroises, plusieurs lutteurs de Lanvaudan se distinguient, dont Jean-Marie Pichon, Jean-Marie Lucas et François Lucas. En 1934 le journal La Dépêche écrit : « Depuis toujours on a aimé les luttes dans le beau pays de Plouay qui, il y a un peu plus de vingt ans, produisait des hommes comme les frères Flégeo, de Berné, les frères Lucas, de Calan, et surtout Pichon, de Lanvaudan, leur maître à tous ».

#### La Première Guerre mondiale
Le monument aux morts porte les noms de 45 soldats morts pour la France pendant la Première Guerre mondiale ; parmi eux deux, Joseph Le Chenadec et Louis Ledéaut, sont morts en 1915 sur le front belge ; Joseph Le Crohenec est mort lors de la bataille de Sedd-Ul-Bahr en Turquie en 1915 ; la plupart des autres sont morts sur le sol français, dont Joseph Marie Bourvellec, tué à l'ennemi dès le 27 août 1914 à Sailly-Saillisel (Somme), premier soldat de la commune victime de cette guerre.

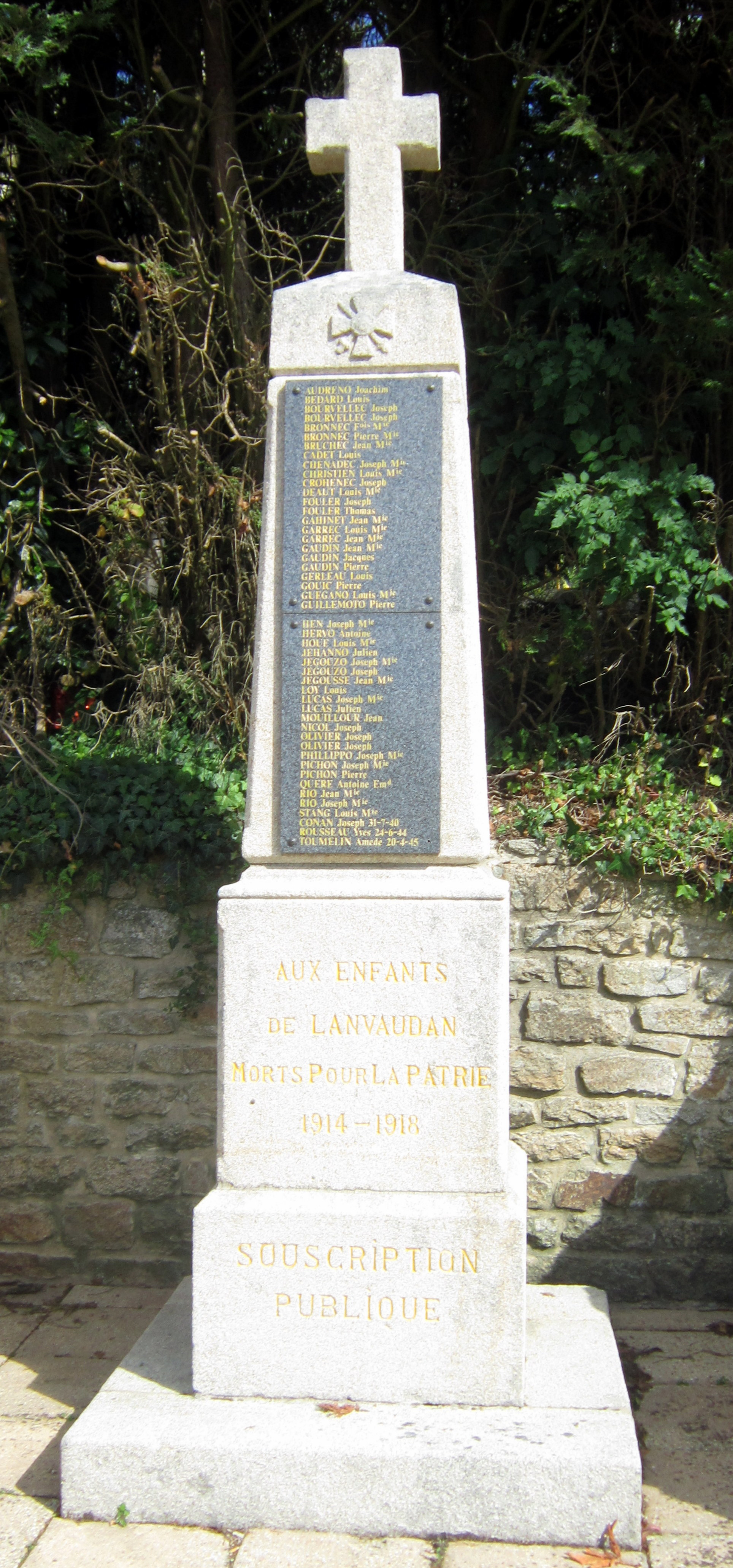
Le monument aux morts de Lanvaudan.
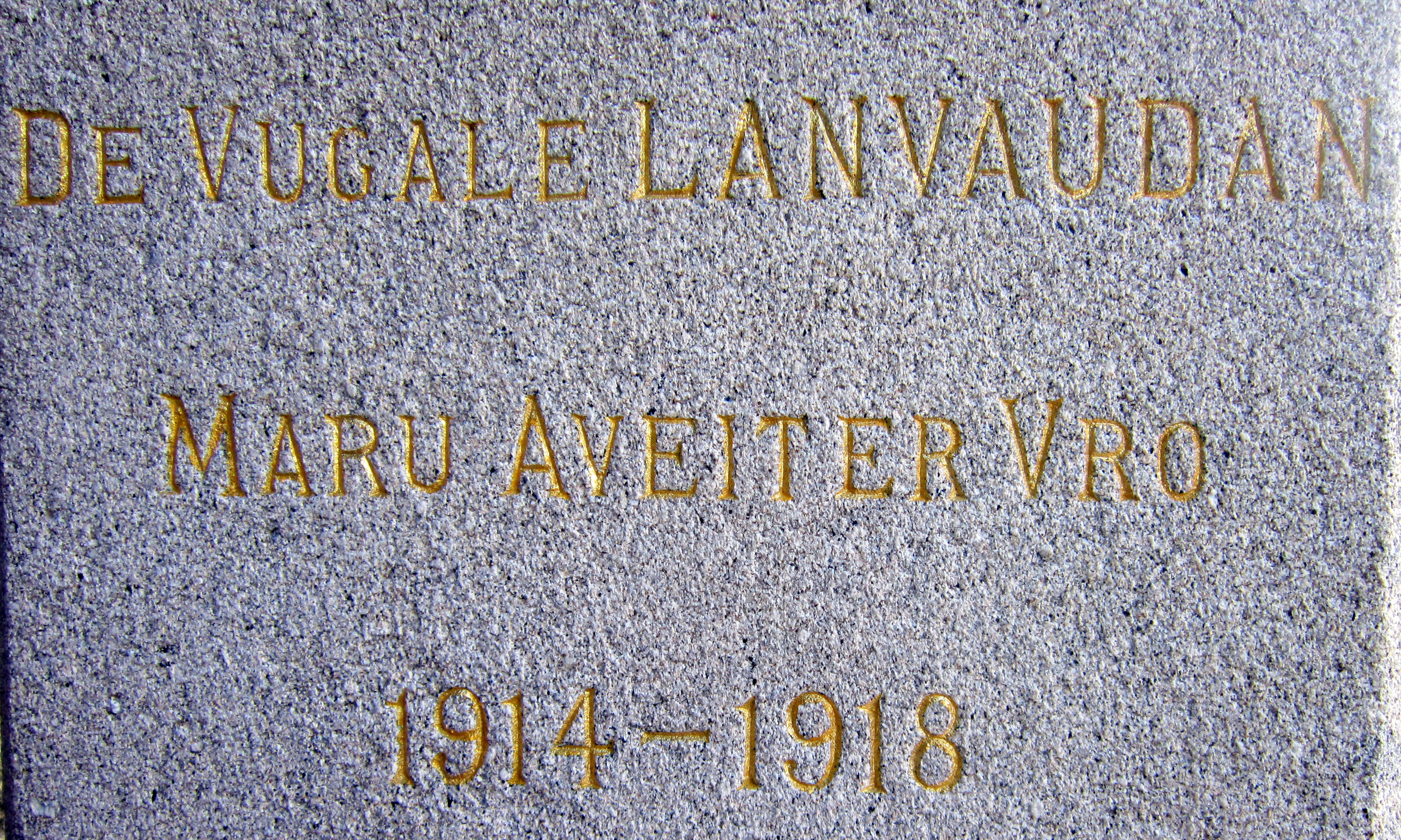
Inscription en breton sur le monument aux morts.

#### L'Entre-deux-guerres
Le dimanche 29 août 1920 un violent incendie alimentée par les meules de blé et les toitures en chaume des maisons et dépendances détruit presque complètement le village de Kervenic-Izel : tous les adultes sont alors à la messe au bourg, distant de 4 km, seuls les 9 enfants d'un fermier, l'aîné ayant 13 ans, sont présents. Les incendies sont alors fréquents : par exemple un autre détruit 5 maisons à Lanvaudan en 1904 ; un autre en février 1911 survient dans le village de Kerbarvec, etc.
Le 8 octobre 1929 meurt l'abbé Héno, curé de Lanvaudan et érudit celtisant, qui collabora à de nombreuses revues bretonnes, recueillit de nombreuses mélodies populaires en langue bretonne et traducteur en français et en breton de nombreux ouvrages irlandais.

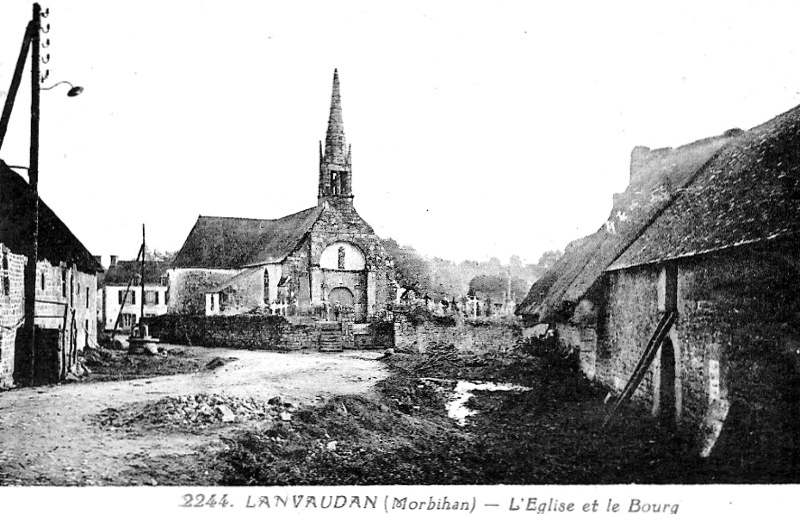
Lanvaudan : l'église et le centre du bourg (carte postale).
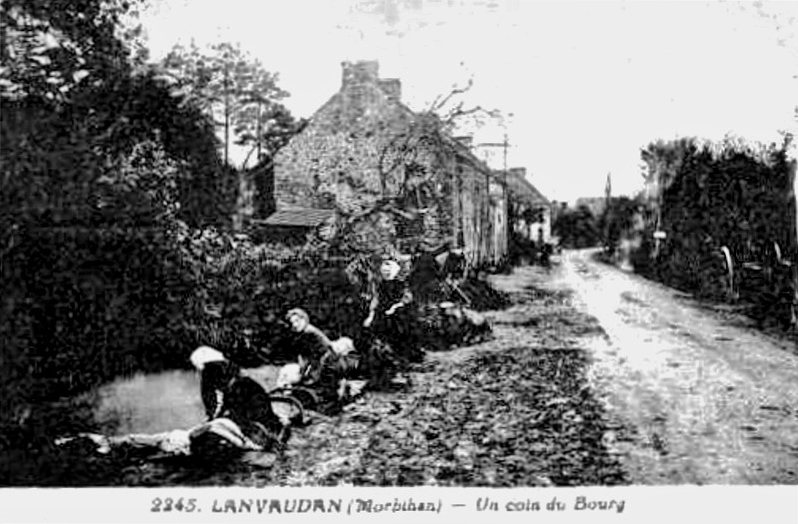
Lavandières à Lanvaudan (carte postale).

#### La Seconde Guerre mondiale
En février 1941 le conseil municipal de Lanvaudan vote une motion exprimant la confiance de ses membres dans l'action du maréchal Pétain, chef de l'État français.
Le monument aux morts de Lauvaudan porte les noms de 3 personnes mortes pour la France pendant la Seconde Guerre mondiale : Joseph Conan, mort en Allemagne le 31 mai 1940 ; Yves Rousseau, résistant, fusillé le 24 juin 1944 à Lanvénégen et Amédée Toumelin, mort le 20 avril 1945.

## Politique et administration

### Rattachements administratifs et électoraux

#### Rattachements administratifs
La commune se trouve dans l'arrondissement de Lorient du département du Morbihan.
Elle faisait partie depuis 1793 du canton de Plouay. Dans le cadre du redécoupage cantonal de 2014 en France, cette circonscription administrative territoriale a disparu, et le canton n'est plus qu'une circonscription électorale.

#### Rattachements électoraux
Pour les élections départementales, la commune fait partie depuis 2014 du canton de Guidel
Pour l'élection des députés, elle fait partie de la sixième circonscription du Morbihan.

### Intercommunalité
Lanvaudan était membre de la communauté de communes de la région de Plouay, un établissement public de coopération intercommunale (EPCI) à fiscalité propre créé en 1997 et auquel la commune avait transféré un certain nombre de ses compétences, dans les conditions déterminées par le code général des collectivités territoriales.
Conformément aux prescriptions de la loi de réforme des collectivités territoriales du 16 décembre 2010, qui a prévu le renforcement et la simplification des intercommunalités et la constitution de structures intercommunales de grande taille, cette intercommunalité a fusionné le 1er janvier 2014 au sein de la communauté d'agglomération dénommée Lorient Agglomération, dont est désormais membre la commune.
Cette intercommunalité est l'une des trois qui constituent le Pays de Lorient.

### Liste des maires
| Période                                  | Période                        | Identité                      | Étiquette | Qualité |
| ---------------------------------------- | ------------------------------ | ----------------------------- | --------- | --- |
| Les données manquantes sont à compléter. |                                |                               |           | |
| 1792                                     | 1797                           | Jacques Allio                 |           | Tailleur. |
| 1797                                     | 1800                           | Jacques Courtet               |           | |
| 1800                                     | 1817                           | Jacques Allio                 |           | Déjà maire entre 1792 et 1797. |
| 1817                                     | 1818                           | Antoine Le Quéré              |           | |
| 1818                                     | 1827                           | Joseph Marie François Jouanny |           | Laboureur. |
| 1827                                     | 1860                           | Antoine Stanguennec           |           | Cultivateur. |
| 1860                                     | 1864                           | Julien Stanguennec            |           | Fils d'Antoine Stanguennec, maire précédent. Cultivateur.                                                                          |
| 1865                                     | 1878                           | Pierre Le Fur                 |           | Propriétaire. Cultivateur. |
| 1878                                     | 1891                           | Antoine Le Quéré              |           | Propriétaire. |
| 1891                                     | 1898                           | Pierre Le Fur                 |           | Déjà maire entre 1865 et 1878. |
| 1898                                     | 1908                           | Jean-Louis Le Fur             |           | Propriétaire. Cultivateur. Fils de Pierre Le Fur, maire avant lui.                                                                 |
| 1908                                     | 1940                           | Jacques Gaudin                | Droite    | Cultivateur. |
| 1940                                     | 1941                           | Jean Richard                  |           | |
| 1941                                     | 1965                           | Louis Le Heno                 |           | |
| 1965                                     | octobre 1979                   | André Jaouen                  |           | Résistant FTPF à l'âge de 16 ans (agent de liaison surnommé rase-mottes). Dirigeant d'une entreprise de transports. Démissionnaire |
| octobre 1979                             | mars 2001                      | Jean-Pierre Cardiet           |           | Dirigeant d'une société de transports.                                                                                             |
| mars 2001                                | mai 2020                       | Serge Gagneux                 |           | Éducateur spécialisé retraité. |
| mai 2020                                 | aout 2023                      | Dominique Béghin              |           | Employée retraitée Démissionnaire.                                                                                                 |
| octobre 2023,                            | En cours (au 30 novembre 2023) | Mme Dominique Eliot           |           | Retraitée de l’enseignement et les activités sociales                                                                              |

## Population et société

### Démographie
L'évolution du nombre d'habitants est connue à travers les recensements de la population effectués dans la commune depuis 1793. Pour les communes de moins de 10 000 habitants, une enquête de recensement portant sur toute la population est réalisée tous les cinq ans, les populations de référence des années intermédiaires étant quant à elles estimées par interpolation ou extrapolation. Pour la commune, le premier recensement exhaustif entrant dans le cadre du nouveau dispositif a été réalisé en 2006.

En 2022, la commune comptait 809 habitants, en évolution de +0,75 % par rapport à 2016 (Morbihan : +3,82 %, France hors Mayotte : +2,11 %).
| 1793 | 1800 | 1806 | 1821 | 1831  | 1836  | 1841 | 1846  | 1851  |
| ---- | ---- | ---- | ---- | ----- | ----- | ---- | ----- | ----- |
| 965  | 965  | 922  | 959  | 1 003 | 1 004 | 966  | 1 032 | 1 077 |

| 1856 | 1861  | 1866  | 1872  | 1876  | 1881  | 1886  | 1891  | 1896 |
| ---- | ----- | ----- | ----- | ----- | ----- | ----- | ----- | ---- |
| 983  | 1 000 | 1 002 | 1 007 | 1 034 | 1 027 | 1 049 | 1 038 | 998  |

| 1901  | 1906  | 1911  | 1921  | 1926  | 1931  | 1936  | 1946  | 1954 |
| ----- | ----- | ----- | ----- | ----- | ----- | ----- | ----- | ---- |
| 1 013 | 1 014 | 1 068 | 1 087 | 1 124 | 1 078 | 1 088 | 1 111 | 949  |

| 1962 | 1968 | 1975 | 1982 | 1990 | 1999 | 2006 | 2011 | 2016 |
| ---- | ---- | ---- | ---- | ---- | ---- | ---- | ---- | ---- |
| 873  | 785  | 705  | 735  | 815  | 725  | 702  | 717  | 803  |

| 2021 | 2022 | - | - | - | - | - | - | - |
| ---- | ---- | - | - | - | - | - | - | - |
| 807  | 809  | - | - | - | - | - | - | - |

### Manifestations culturelles et festivités
La commune accueille tous les ans le festival les Terres Fertiles.[réf. nécessaire]

## Culture locale et patrimoine

### Lieux et monuments

#### Monuments
- Puits et niche du Lion  Inscrit MH (1934) ;
- La croix de cimetière de Lanvaudan située place de l'église.  Inscrit MH (1934) ;
- La fontaine Saint-Roch et son enceinte.  Inscrit MH (1933) ;
- Manoir de Kerolin détruit, seuls demeurent le cellier, les écuries, la chapelle en ruine et les vestiges de deux portails. Il est inscrit à l'inventaire général du patrimoine culturel[59] ;
- La stèle gauloise située à l'intérieur de l'enclos de l'église paroissiale. La stèle a été creusée à l'arrière du sommet pour pouvoir probablement recevoir une croix.
- Le monument aux morts :

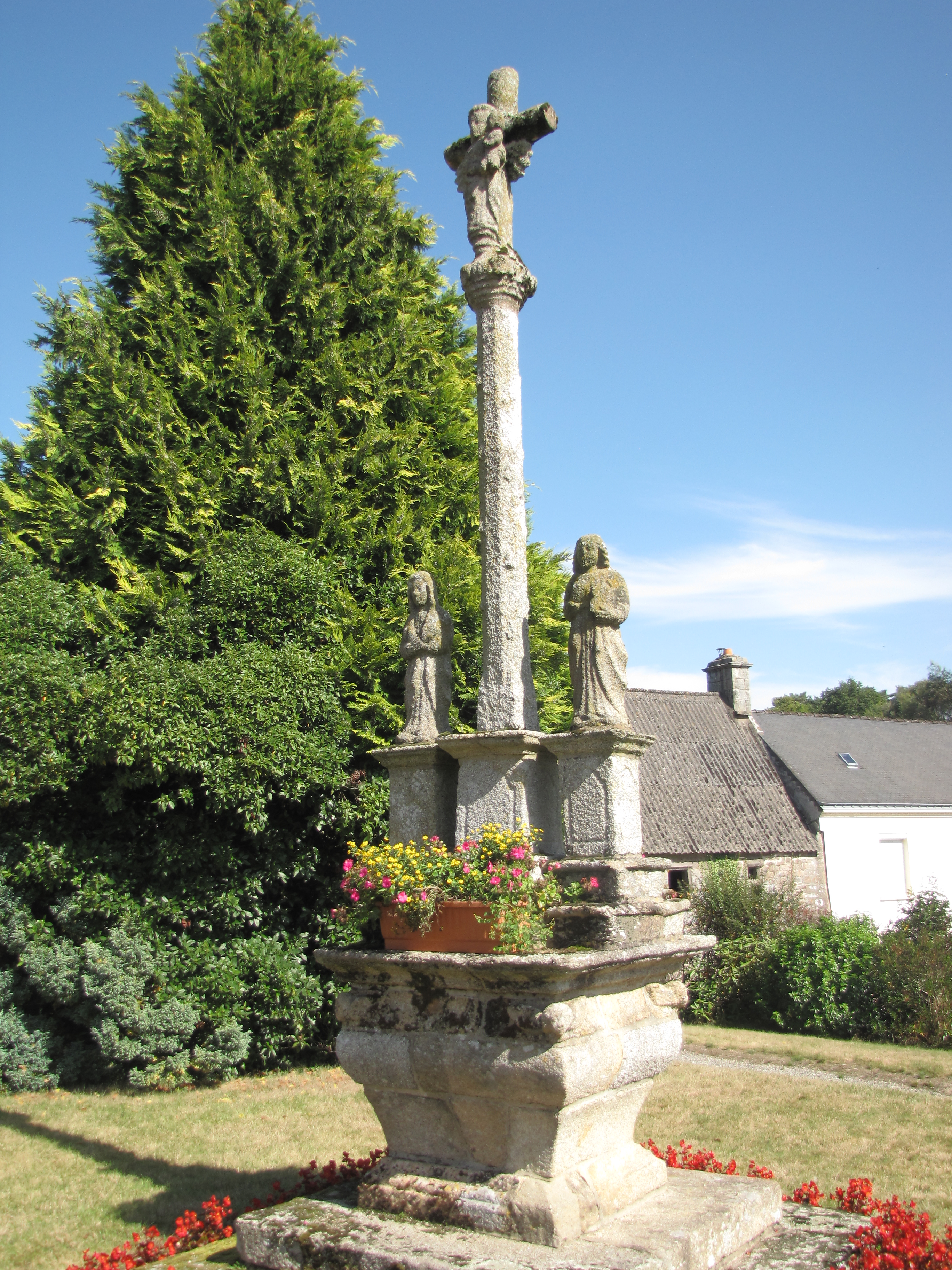
La croix du cimetière
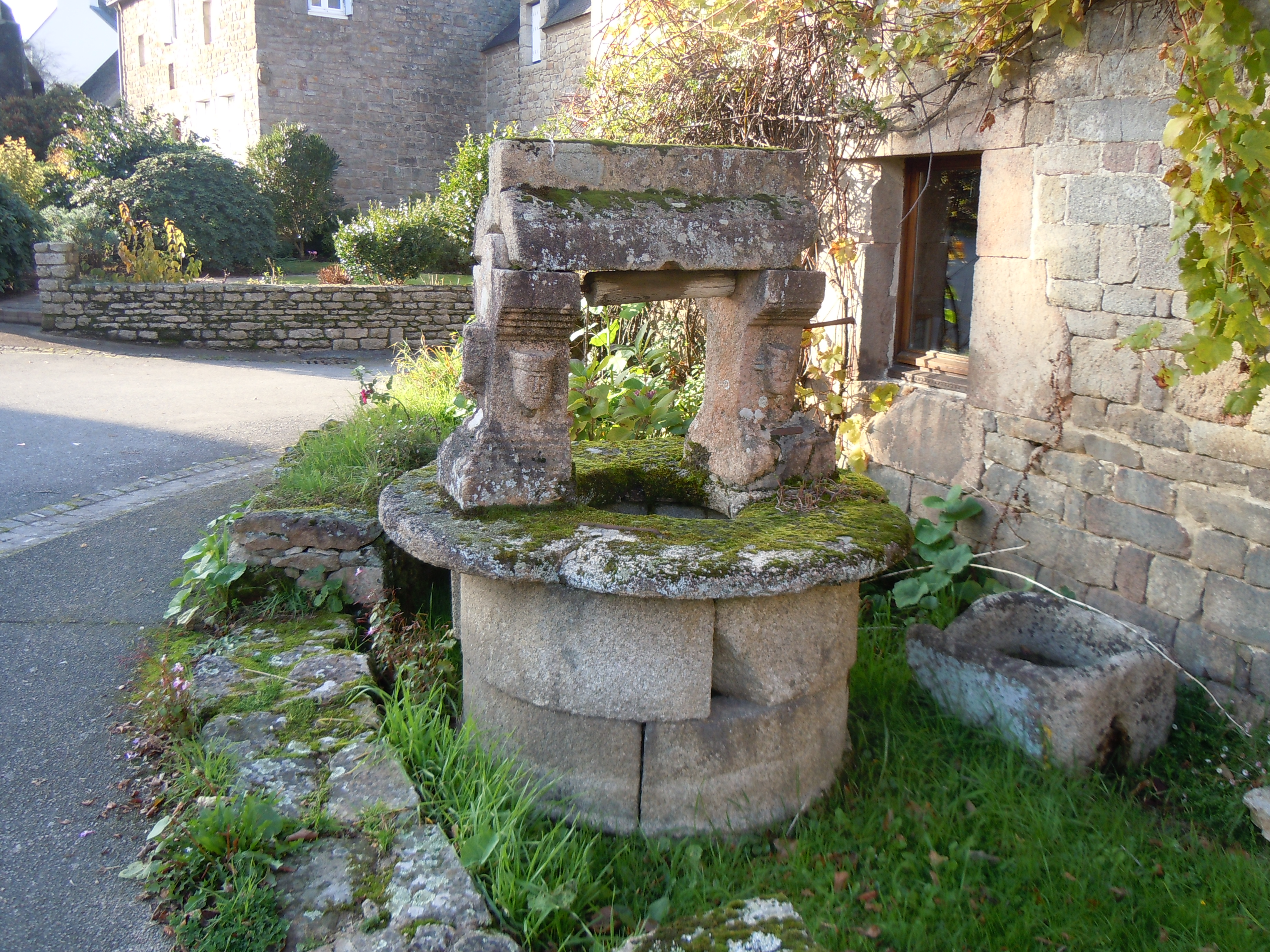
Le puits à montants sculptés.
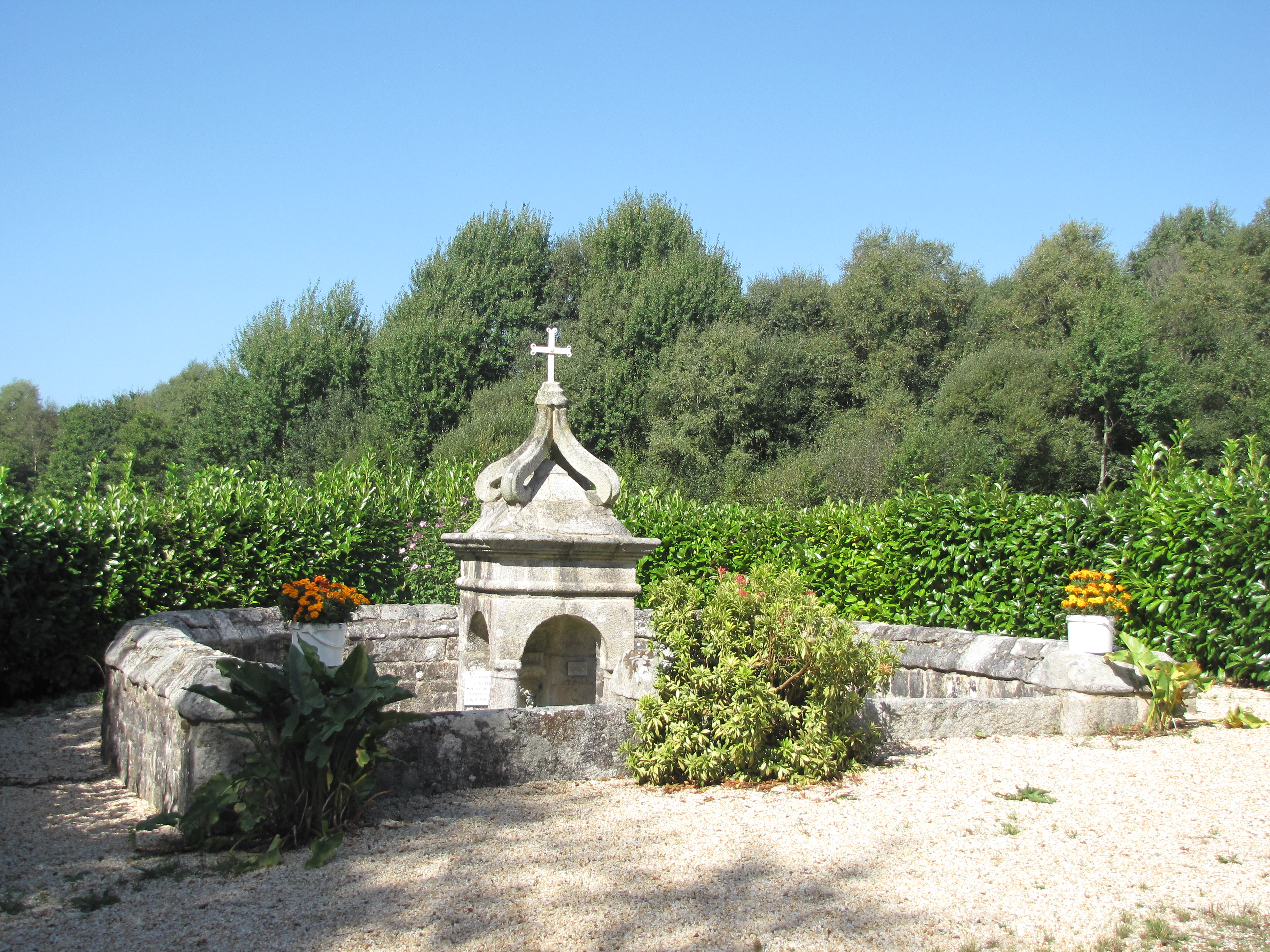
La fontaine Saint-Roch et son enceinte.
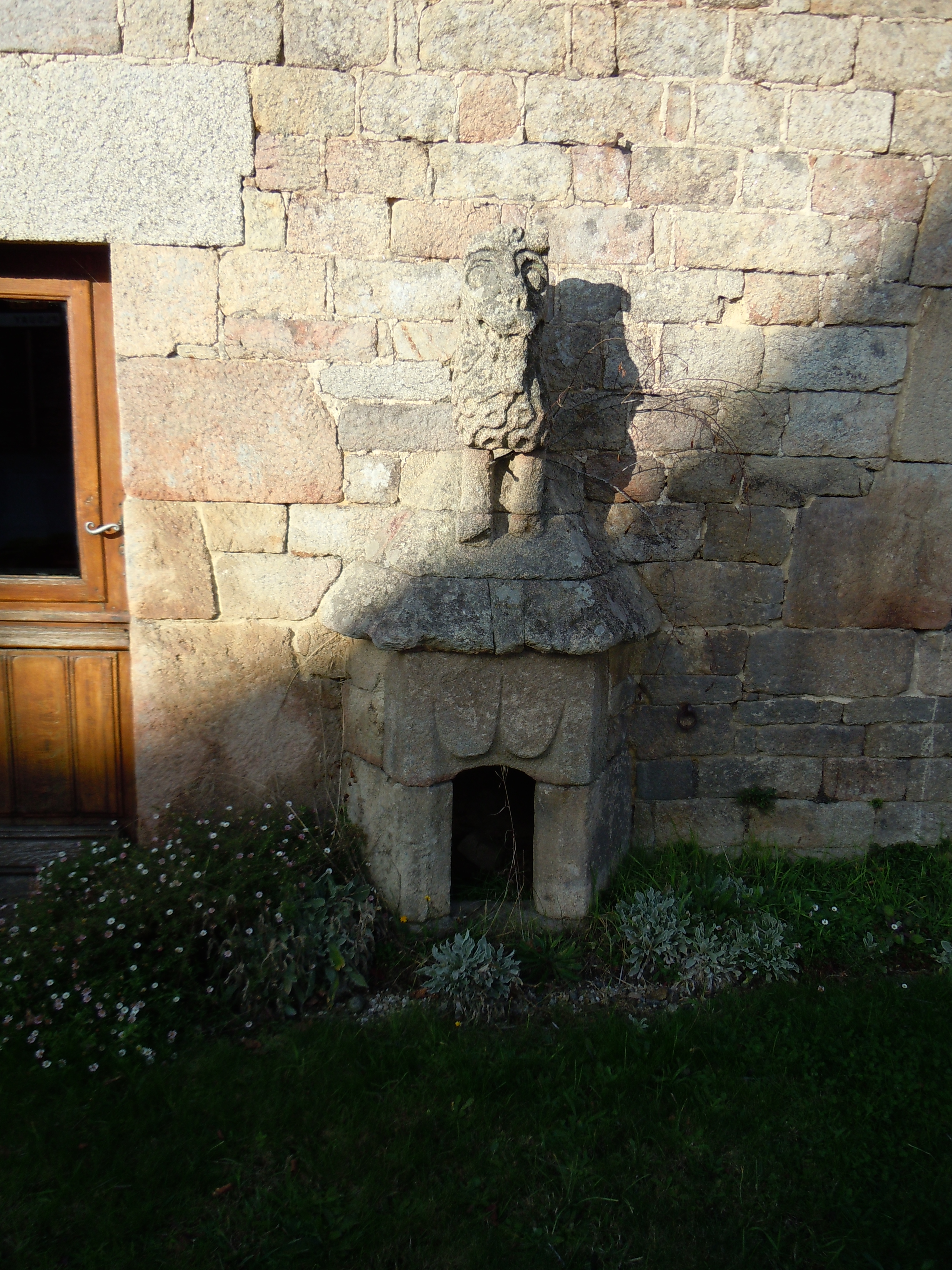
La niche à lion.
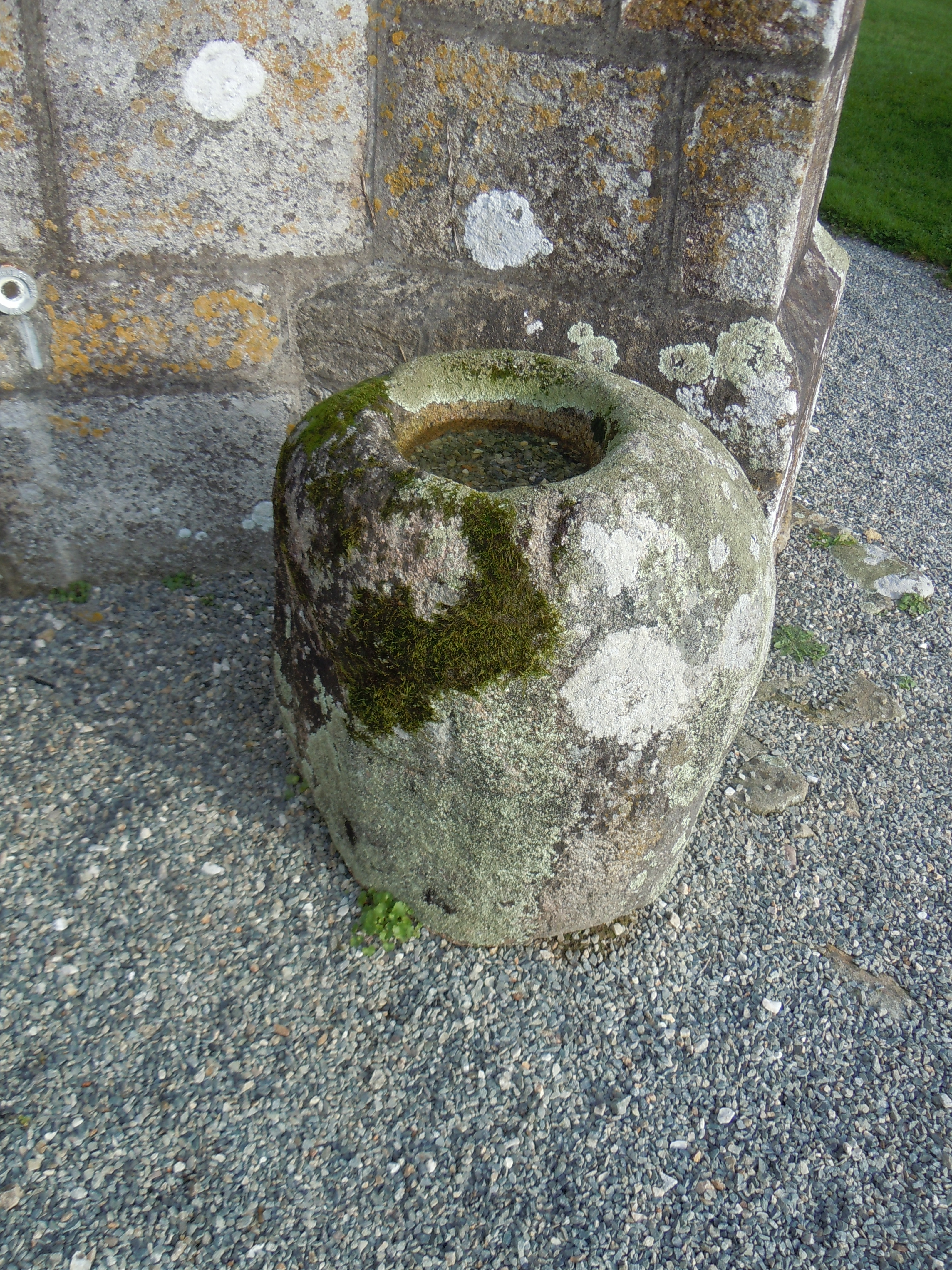
La stèle gauloise .

- L'ancien presbytère date des XVIIe siècle et XVIIIe siècle[60].

#### Église Saint-Maudez

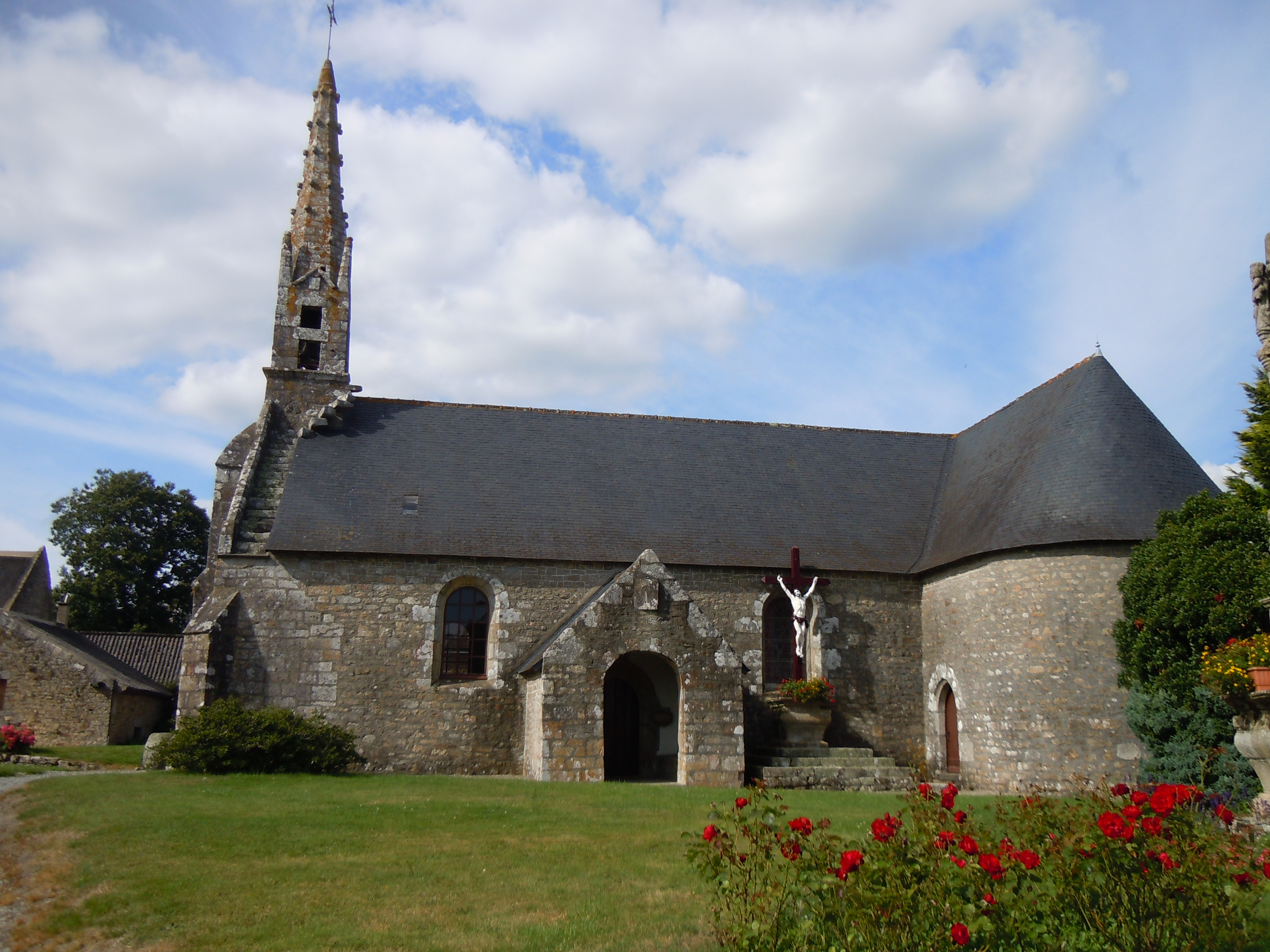
L'église Saint-Maudez.

L'église Saint-Maudez de Lanvaudan, dite aussi église Saint-Mandé ; cette église paroissiale est construite en 1642.
Son mobilier religieux possède 36 objets religieux répertoriés dont 19 présentent un intérêt patrimonial notable (maître-autel, bannières de procession de saint Roch et de l'Immaculée Conception, calice, ciboire, ostensoir, coffret aux saintes huiles, fonts baptismaux, statues de saint Mandé, saint Roch et Vierge à l'Enfant, etc.. Les verrières datent de 1899 et ont été réalisées par l'atelier vannetais Laumonnier.

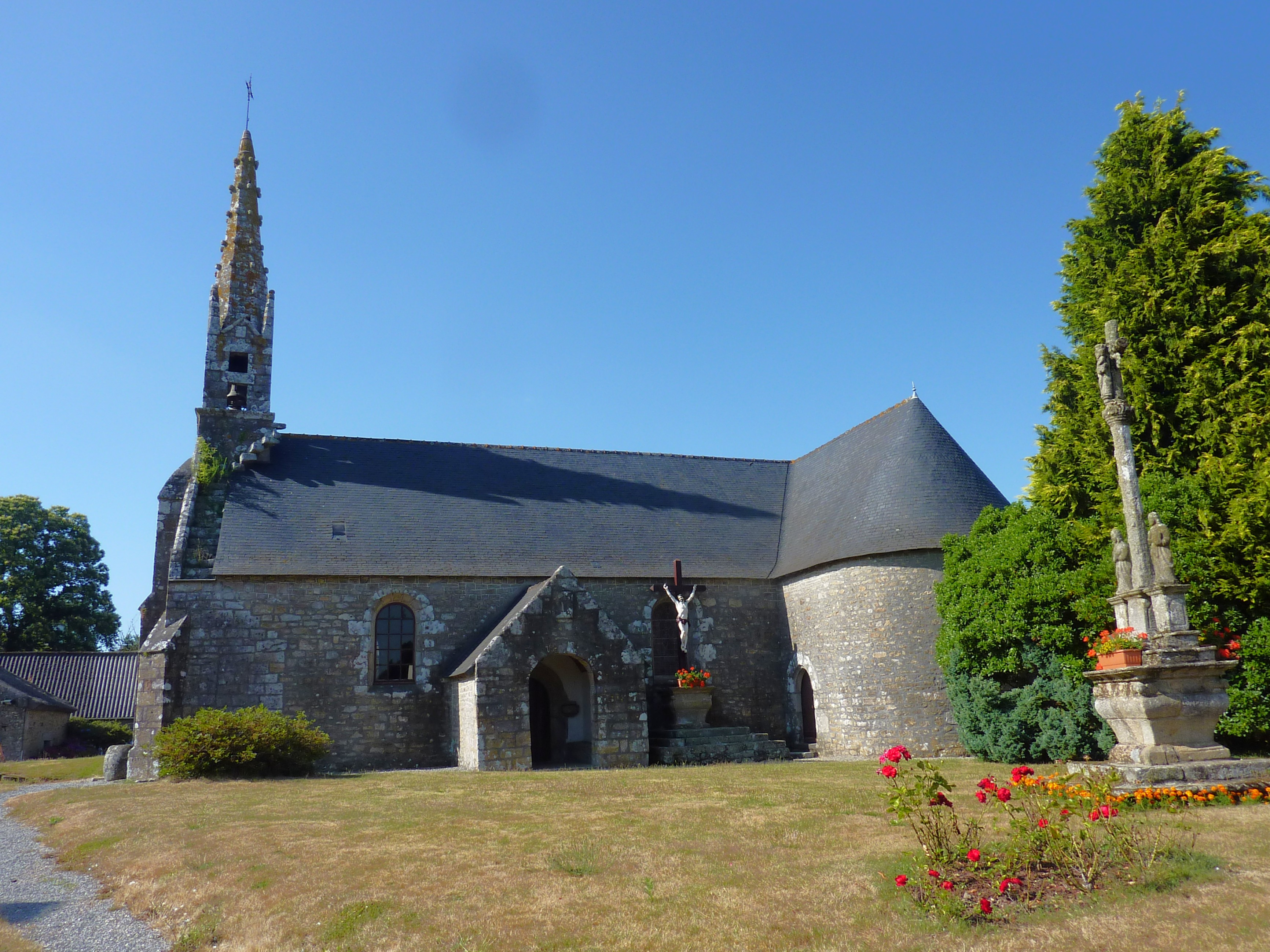
L'église paroissiale Saint-Maudez et son calvaire.
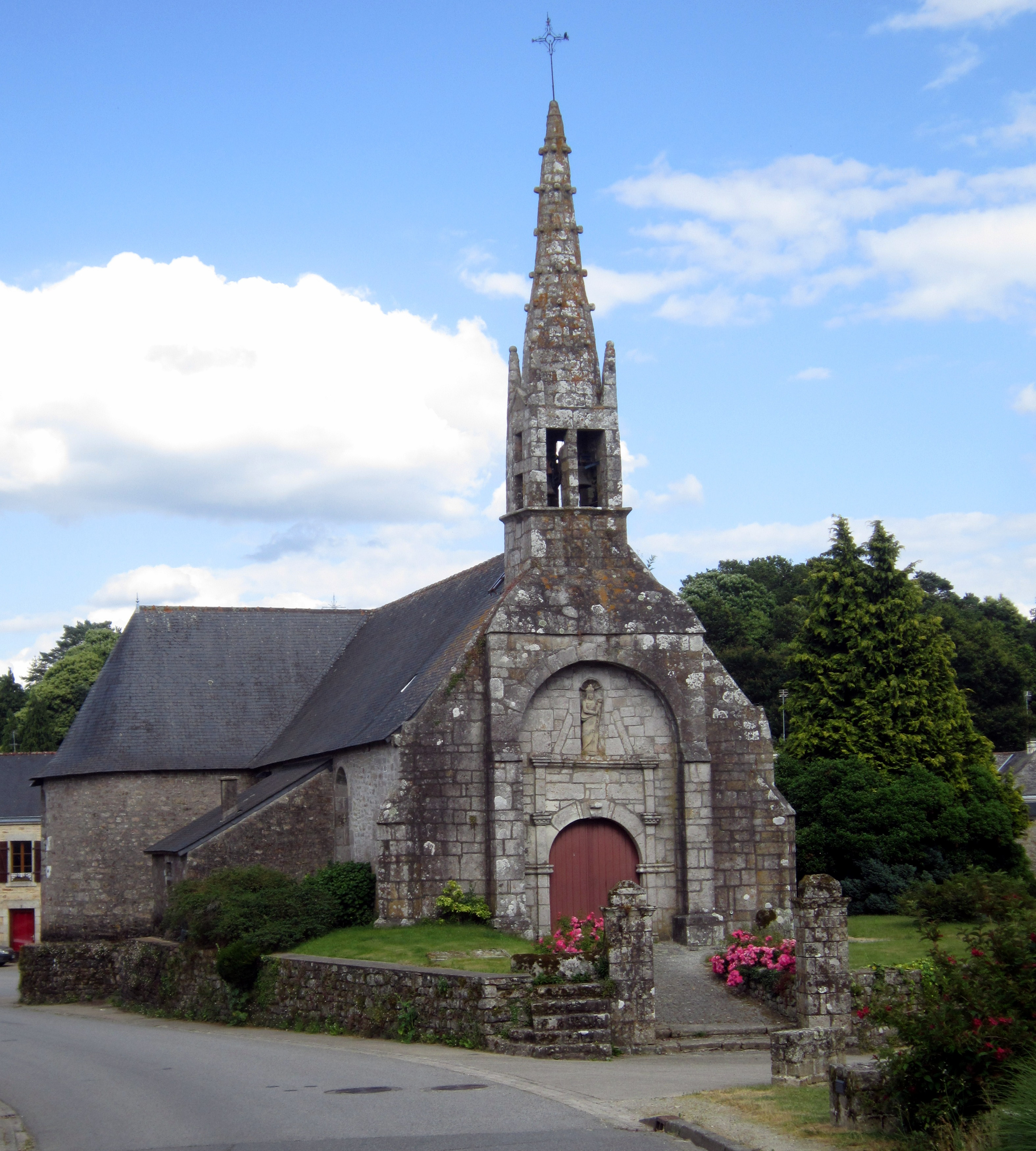
L'église paroissiale Saint-Maudez : la façade.
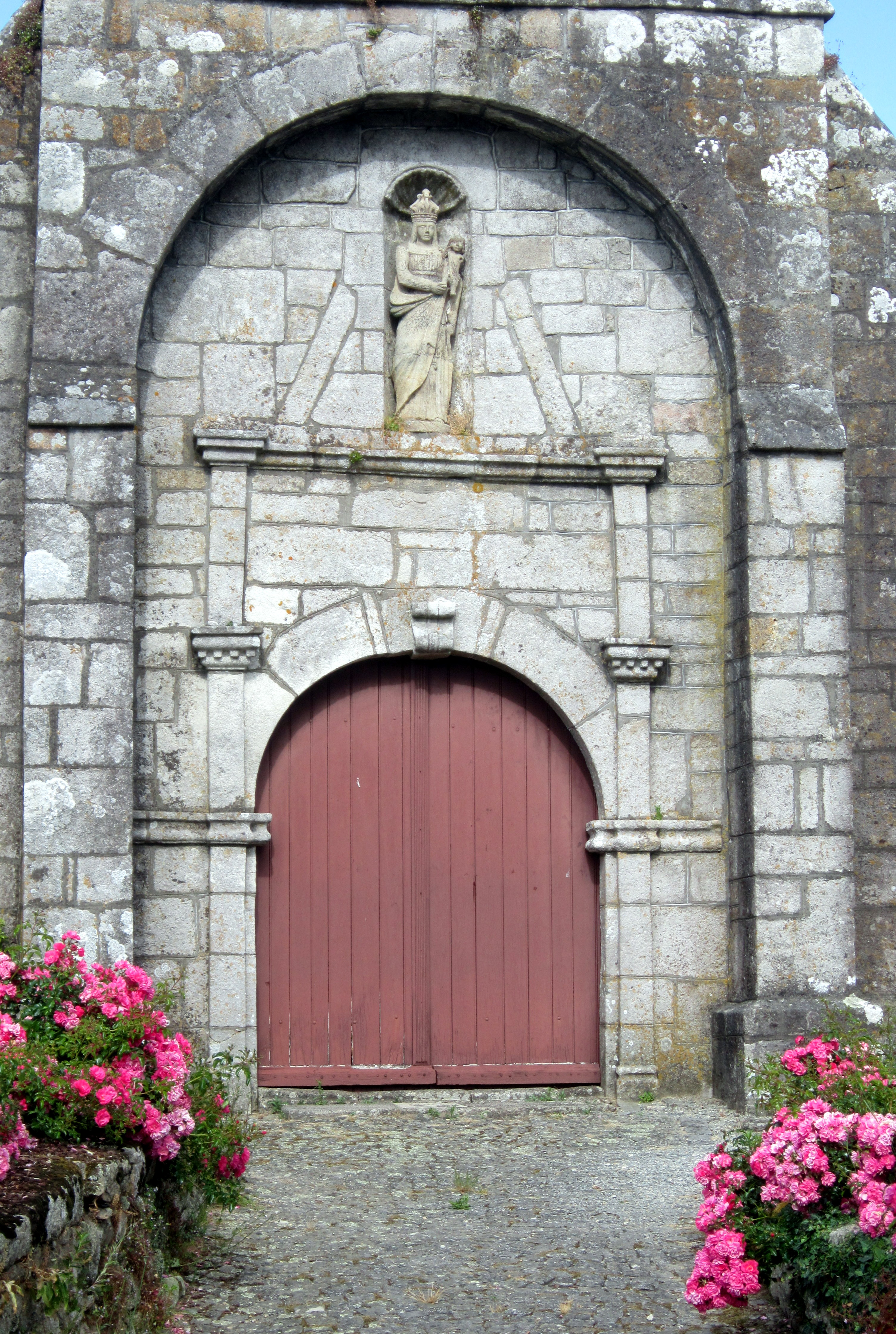
L'église paroissiale Saint-Maudez : la façade (porte d'entrée).

#### Chapelle Saint-Mélec
La chapelle Saint-Mélec a été construite en 1649, mais remaniée en 1876 (baies).
Elle possède un mobilier datant principalement du XIXe siècle.

#### Chaumières
Le bourg est constitué de plusieurs anciennes maisons typiques en toit de chaume. Un lion en granit situé devant l'une d'entre elles est remarquable. Les vieilles habitations ont été restaurées et le réseau électrique a été enterré dans le bourg.
De nombreuses maisons et fermes de la commune présentent un intérêt architectural, notamment les fermes de Kerhiec, Kervinio et Penprat.

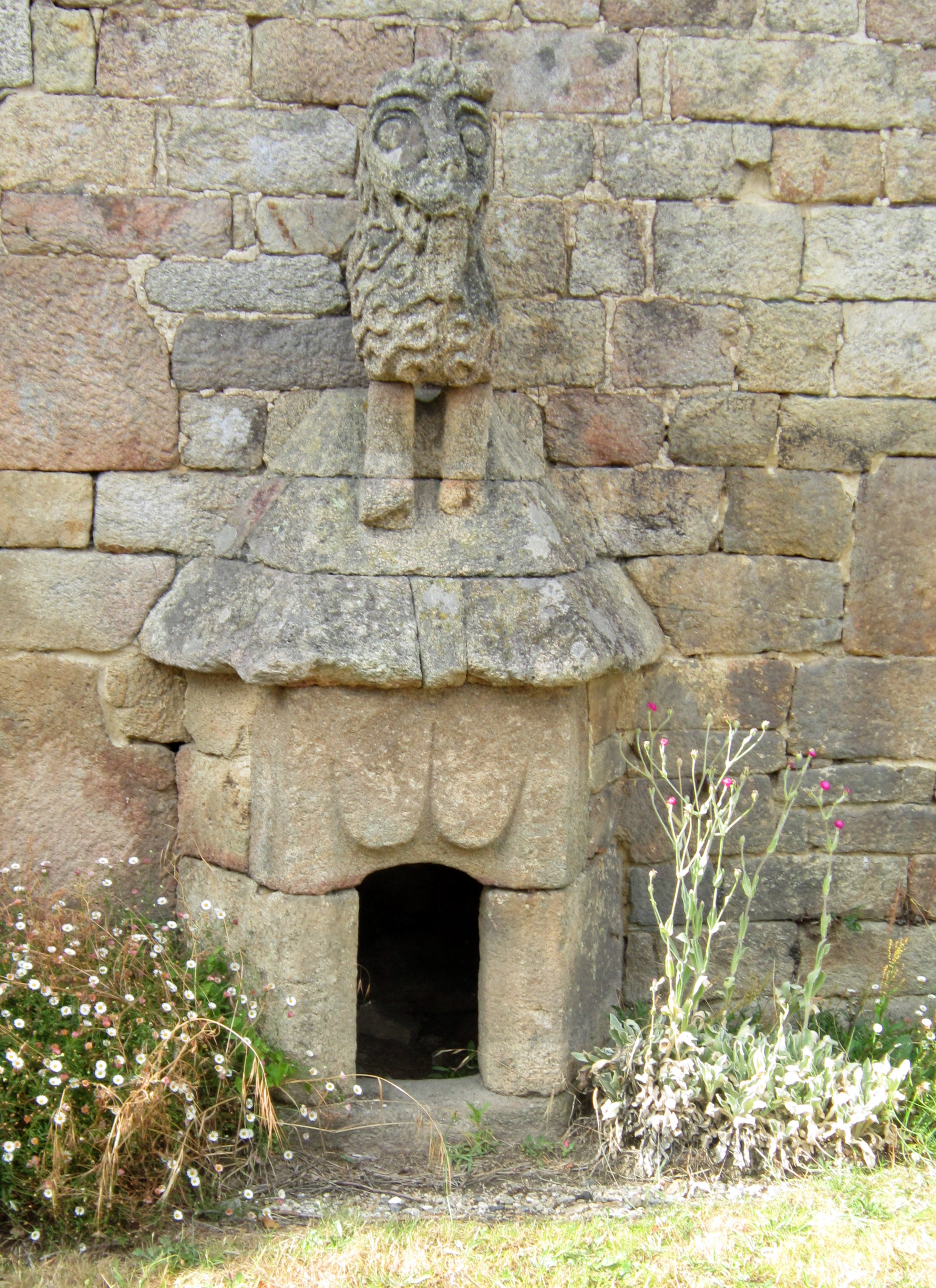
Puits et niche du lion.
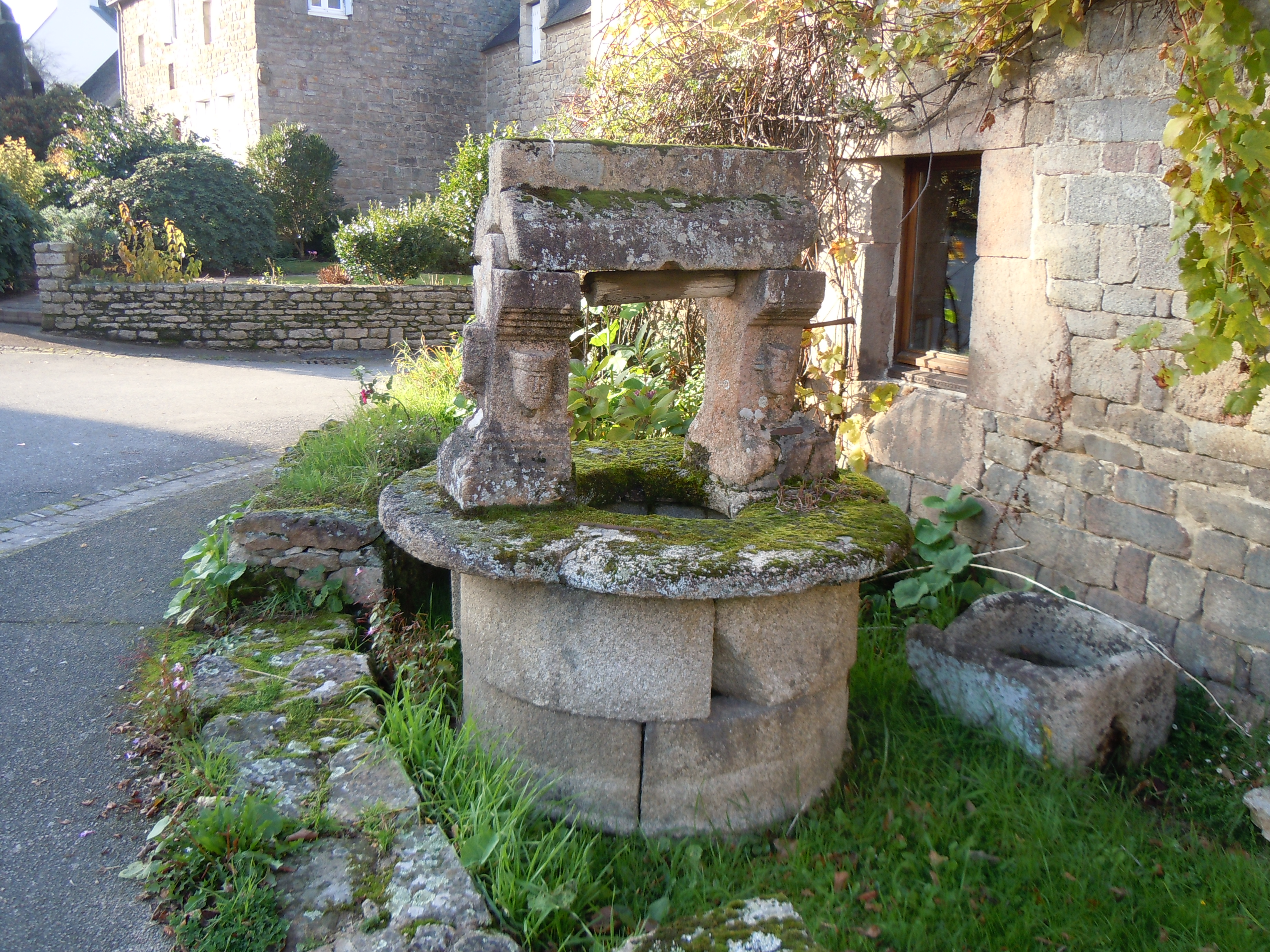
Vieux puits à Lanvaudan.
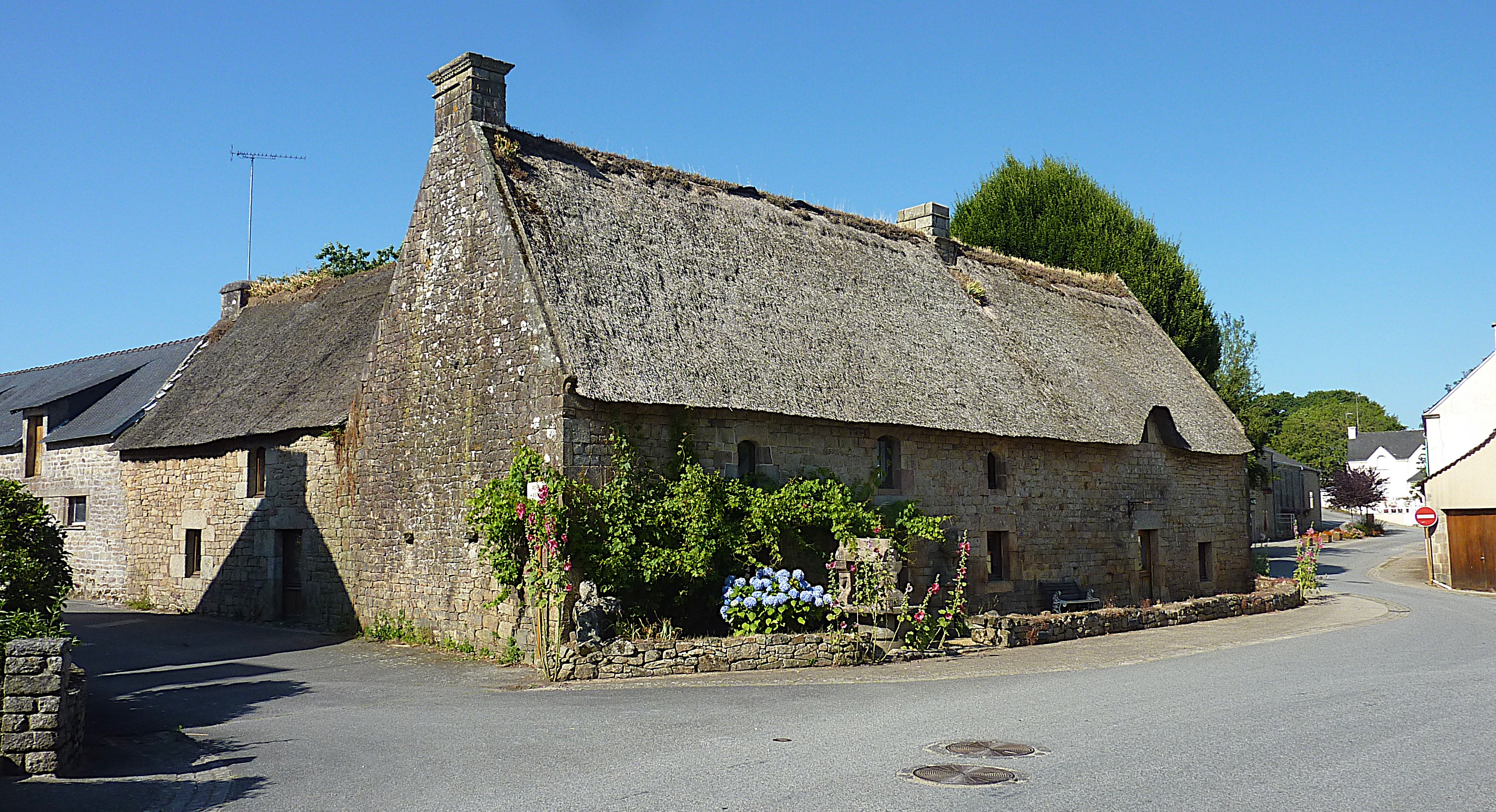
Chaumières dans le bourg de Lanvaudan
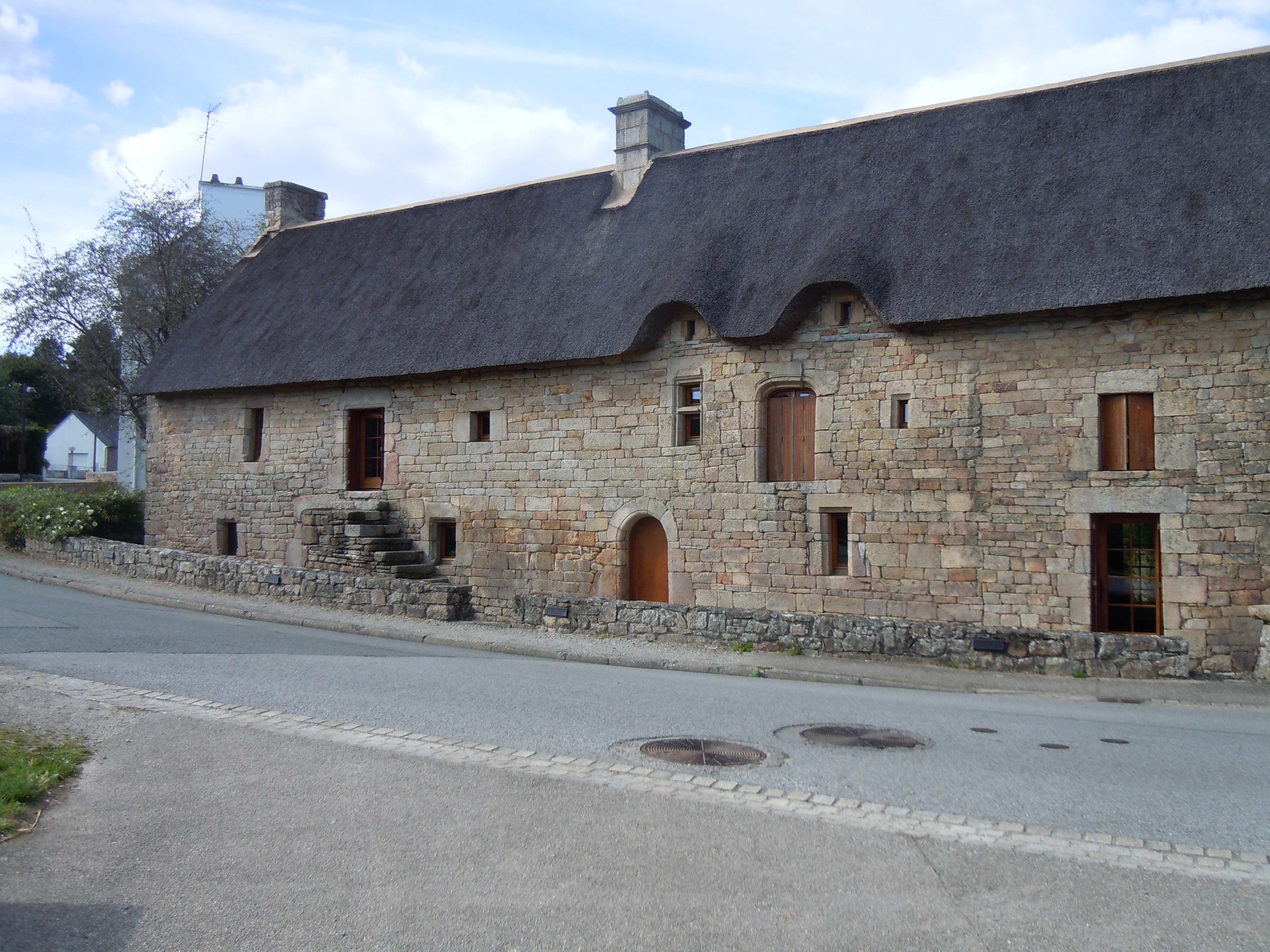
Chaumière dite maison J.P Cardiet.
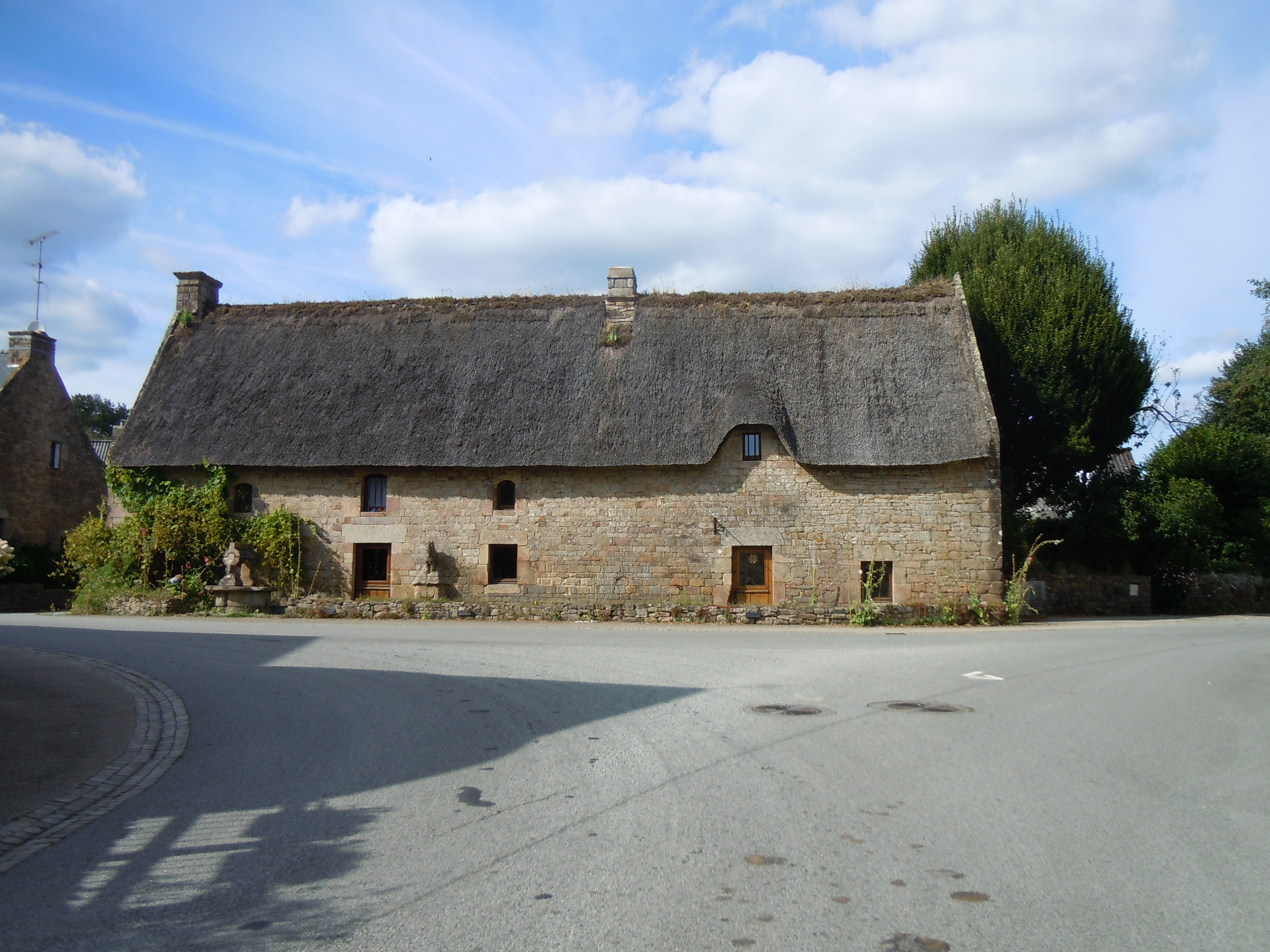
Autre chaumière avec une niche et un puits inscrits aux Monuments historiques.
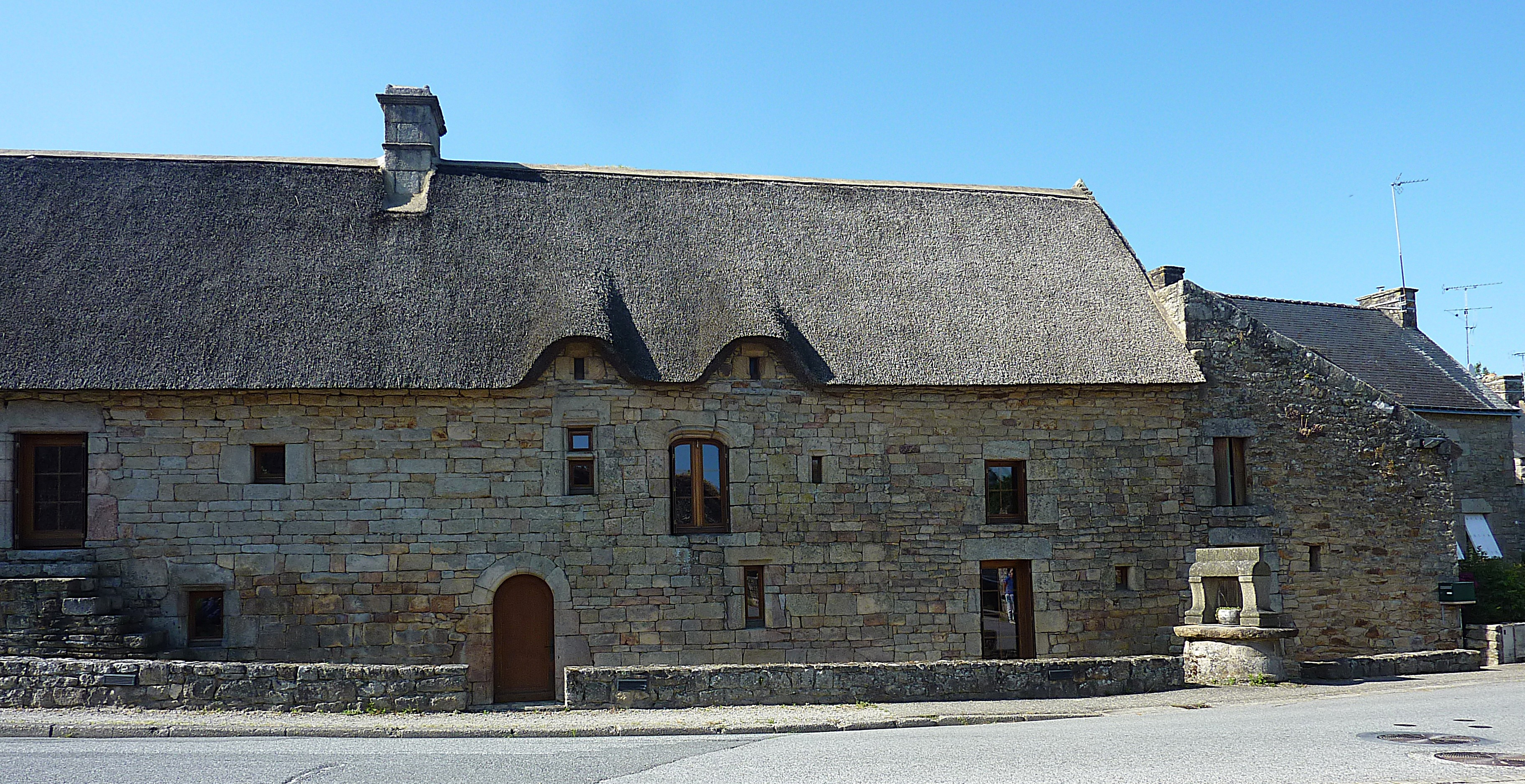
Chaumière et puits dans le bourg de Lanvaudan.

#### Campagne

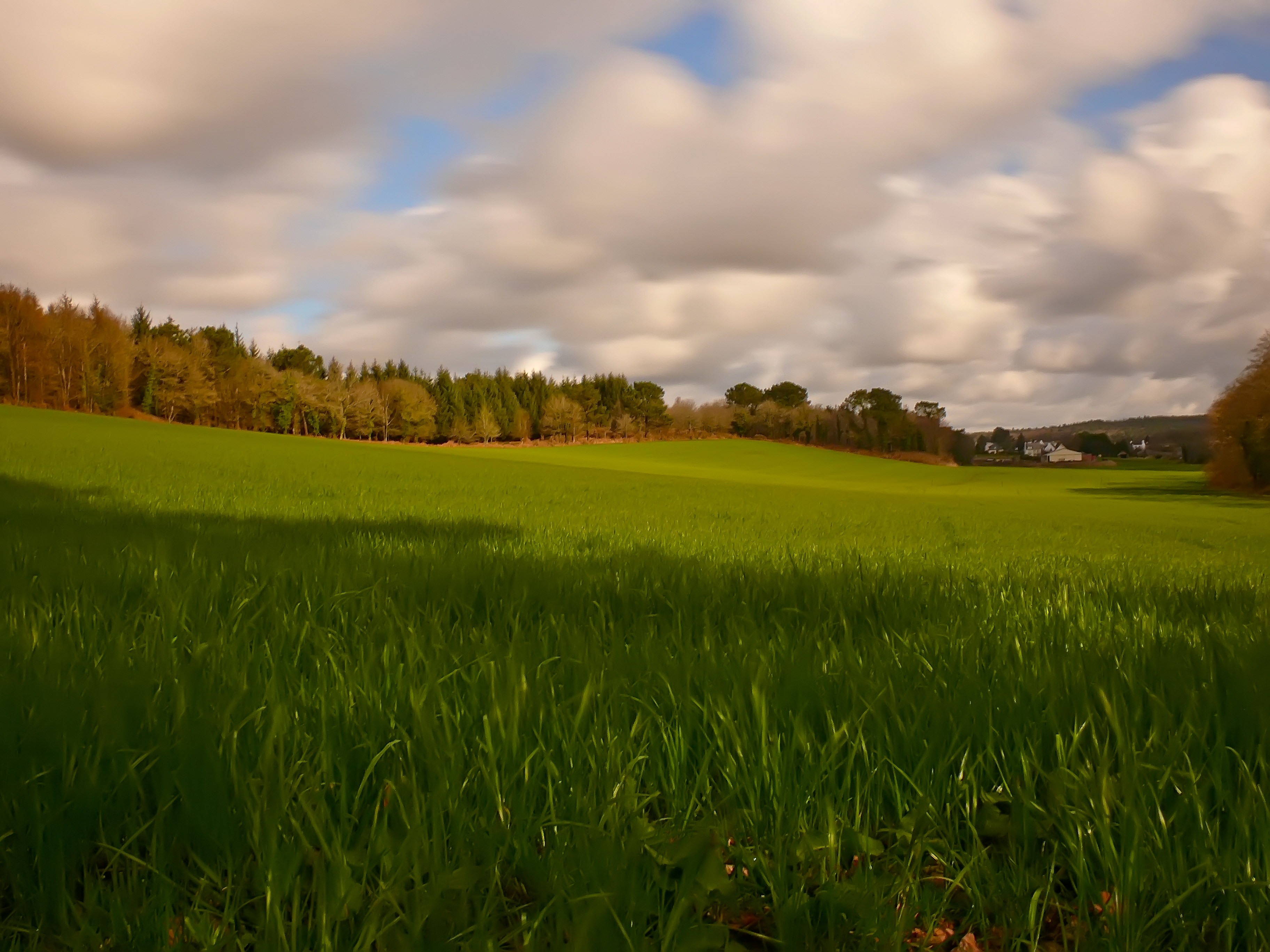
Champs à Kergrand (Lanvaudan).

### Personnalités liées à la commune
- Jean-Marie Pichon[Note 19], vétérinaire-guérisseur de métier et lutteur de gouren qui selon un chant traditionnel breton de la région d'Hennebont demeura invaincu pendant 7 ans (champion de Bretagne pendant 10 ans de 1902 à 1911) avant qu'un artilleur ne lui ravisse le titre. Le titre du chant est Pichon e Lovedan (Pichon de Lanvaudan en français).
- Abbé Héno, recteur de Lanvaudan, auteur d'œuvres en breton (dialecte de Vannes) publiées en 1938 sous le titre "Bourapted an Tiegez" à l'initiative de Loeiz Herrieu[69].

## Pour approfondir